# Зиген

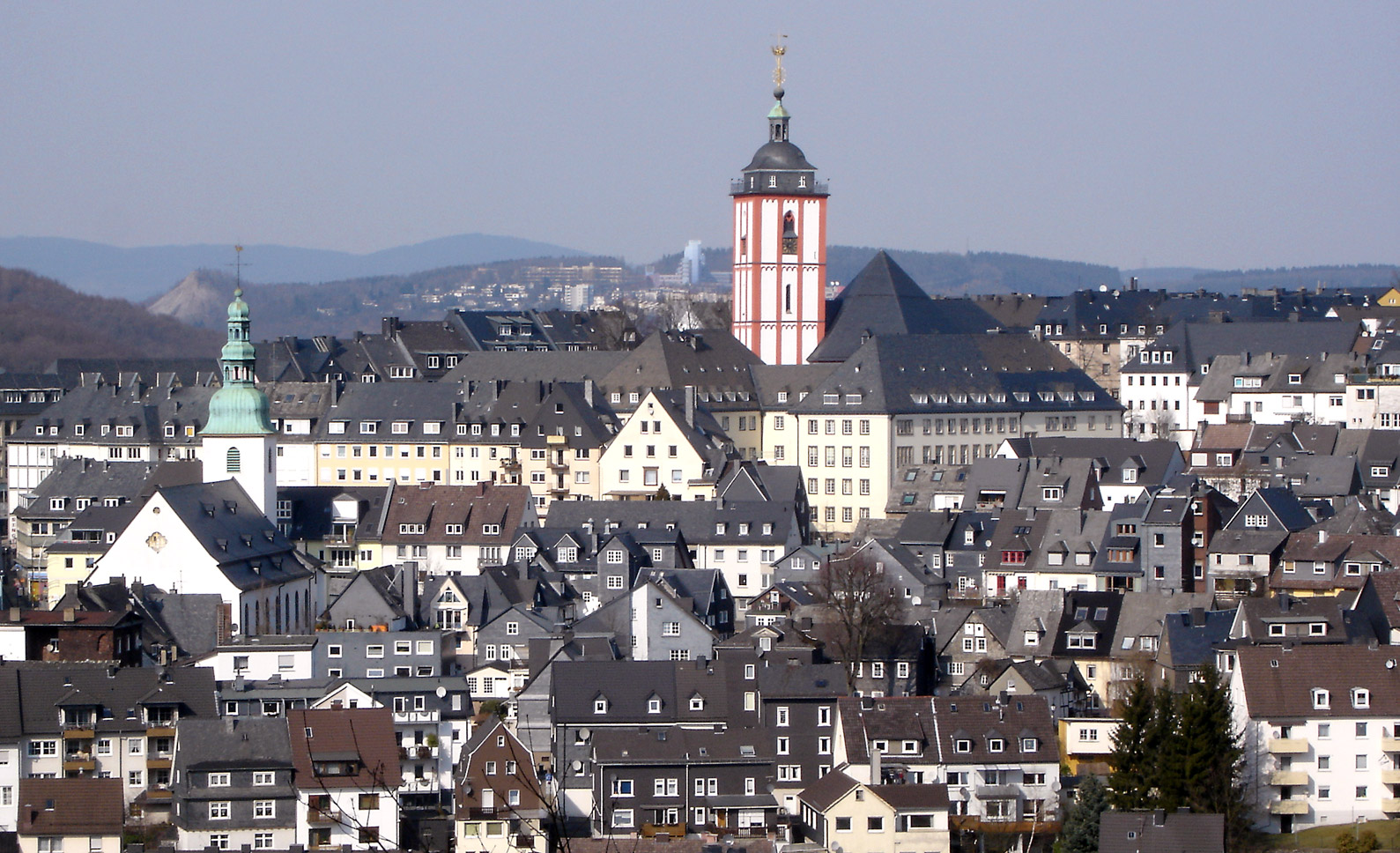
Верхний город

Зиген (нем. Siegen) — город в Германии, в земле Северный Рейн — Вестфалия. Центр района Зиген-Виттгенштайн административного округа Арнсберг. Население — 103 555 жителей. По территории города протекает река Зиг. Долгое время — центр Нассау-Зигенского княжества. Центр железорудного района Зигерланд. Металлургия (ферросплавы, качественная сталь; тонколистовой прокат), машиностроение, кожевенная промышленность. Место рождения знаменитого художника эпохи барокко Питера Пауля Рубенса.

## География

### Географическое положение
Зиген располагается в котловине верхнего течения Зига. В черте города в Зиг впадают Ферндорфбах и Вайсс. К котловине примыкают многочисленные долины. Окружающие долины горы покрыты лесом. С севера регион граничит с Зауэрландом, на северо-востоке — с регионом Виттгенштайн (часть Ротхааргебирге), на юге — с Вестервальдом, а на западе — с регионом Вильденбургская земля.
Ближайшие к Зигену крупные города: на севере — Хаген (65 км), на юго-востоке — Франкфурт-на-Майне (120 км), на юго-западе — Кобленц (65 км), а на западе — Кёльн (75 км) (указано расстояние по прямой).

### Горы
В центральном районе Зигена находятся восемь гор: Гирсберг (358 м), Зигберг (307 м), Линденберг (373 м), Хойслинг (364 м), Ростерберг (326 м), Фишбахерберг (371 м), Веллерсберг (346 м), Хайденберг (315 м).
Городская территория захватывает и другие горы, как, например, Гильберг или Пфаннеберг на южных окраинах Зигена.

### Размеры городской территории

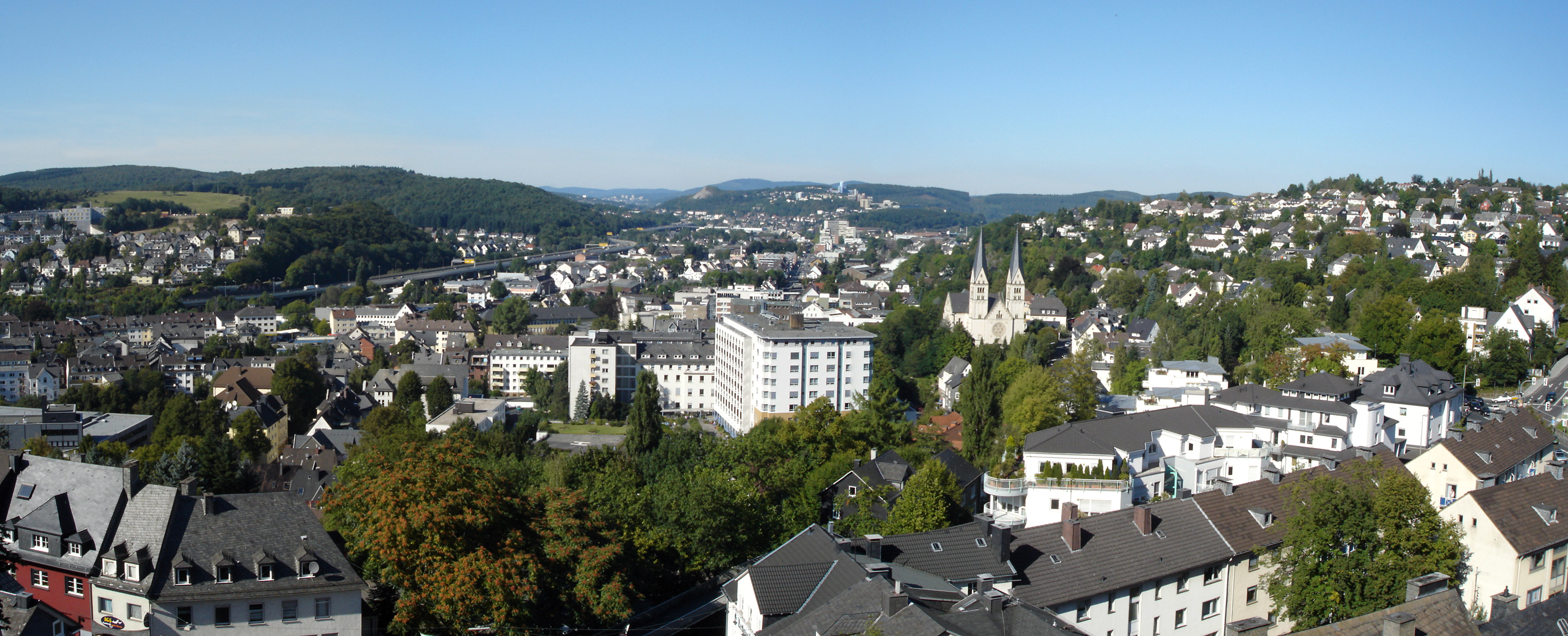
Вид на Зиген

Площадь городской территории составляет 115 кв. км. Максимальная протяжённость с запада на восток — 11 км, с севера на юг — 12 км. Длина городской границы — 48 км. Средняя высота положения города — 290 м над уровнем моря. Высочайшая вершина на территории Зигена — вершина горы Пфаннеберг (499 м) на южной окраине города. Низшая точка города — 215 м над уровнем моря — находится в районе Нидершельден на юго-западной окраине города и одновременно на границе с федеральной землёй Рейнланд-Пфальц. Приблизительно 51 % городской территории покрыто лесом. Благодаря этому Зиген считается одним из самых «зелёных» городов Германии.

### Соседние общины и города
На севере Зиген граничит с городом Кройцталь и общиной Венден (район Ольпе), на востоке — с городом Нетфен, на юго-востоке — с общиной Вильнсдорф, на юге — с общиной Нойнкирхен, на западе — с общиной Мудерсбах (район Альтенкирхен земли Рейнланд-Пфальц), и на северо-западе — с городом Фройденберг.

### Внутреннее деление города

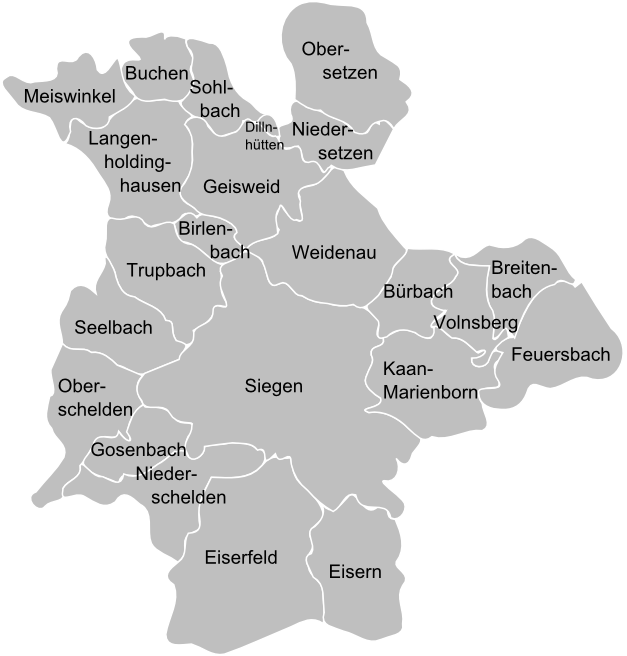
Внутреннее деление города

Территория Зигена делится на шесть городских округов, каждый из которых состоит из нескольких городских районов. В каждом районе есть окружной комитет, состоящий из 15 членов с правом голоса и 15 членов без права голоса. Членов комитета назначает городской совет в соответствии с распределением голосов избирателей между партиями в соответствующих округах на местных выборах. Задачи окружных комитетов закреплены в Уставе города.
Городские районы Вайденау, Гайсвайд, Бирленбах, Лангенхольдингхаузен, Бухен, Зольбах, Дилльхюттен, Нидерзетцен, Оберзетцен и Майсвинкель в период с 1 июля 1966 года по 31 декабря 1974 года составляли город Хюттенталь. Районы Айзерфельд, Гозенбах, Нидершельден и Обершельден в тот же период образовывали город Айзерфельд.

#### Шесть городских округов и входящие в них районы
- Округ I (Гайсвайд): Бирленбах, Майсвинкель, Лангенхольдингхаузен, Гайсвайд, Дилльхюттен, Зольбах, Бухен, Нидерзетцен, Оберзетцен.
- Округ II (Вайденау): Вайденау.
- Округ III (Восток): Каан-Мариенборн, частично Старый Зиген (Гирсберг), Бюрбах, Фольнсберг, Брайтенбах, Фойерсбах.
- Округ IV (Центр): районы Старого Зигена, не вошедшие в Округа III и V
- Округ V (Запад): Зеельбах, Трупбах, частично Старый Зиген (Веллерсберг, Фишбахерберг, Аксенбах, Ротенберг).
- Округ VI (юг): Обершельден, Гозенбах, Нидершельден, Айзерфельд, Айзерн.

#### Городские кварталы
Наряду с делением городской территории на административные районы и округа, существует также традиционное деление на районы (кварталы), границы которых, однако, не имеют чёткого определения. Примеры тому — Верхний и Нижний Город, Хаммерхютте, Линденберг, Шарлоттенталь, Хаардтер Берг (Университет) и Драйсбах. Такие кварталы могут располагаться на территории нескольких городских районов, как в случае с Зигхютте, который занимает части районов Зиген-Митте и Вайденау. Данное деление на кварталы не имеет какого-либо административного или статистического значения. Однако зачастую данное деление имеет значение для самосознания жителей районов. Кроме того, традиционные названия районов часто встречаются на картах, в названиях автобусных маршрутов, а также на указателях и дорожных знаках. Так, как примеру, многие съезды с городского автобана Хюттентальштрассе названы по именам соответствующих кварталов.

### Климат
Климат Зигена определяется его положением на возвышенности. В среднем за год выпадает 1160,8 мм осадков. Таким образом, по количеству осадков Зиген занимает второе место среди крупных городов Германии после Вупперталя. Самый влажный месяц — декабрь (137,5 мм осадков), самый сухой — апрель (80,3 мм осадков).
Среднегодовая температура составляет 8,6 °C. Самый тёплый месяц — июль (17,1 °C), самый холодный — январь (0,5 °C).
Преобладающее направление ветра — юго-западное и западное.

## История
Название «Зиген» происходит от кельтского названия реки Зиг. Возможно, оно также связано с названием кельтско-германских племён сигамбров, населявших в дохристианское время территории Северного Рейна-Вестфалии. Название реки «Зиг» происходит, вероятно, от кельтского siek (болотистый, топкий — ср. нем. versickern); другие источники утверждают, что siek означает «текущая вода». Первые документальные упоминания места Sigena относятся к 1079 году. Начиная с Латенских времён в регионе господствовало горное дело, что подтверждают многочисленные шахты, находящиеся в этом регионе (например, Шторх & Шёнеберг, Айзенцехер Цуг, Нойе Хардт).

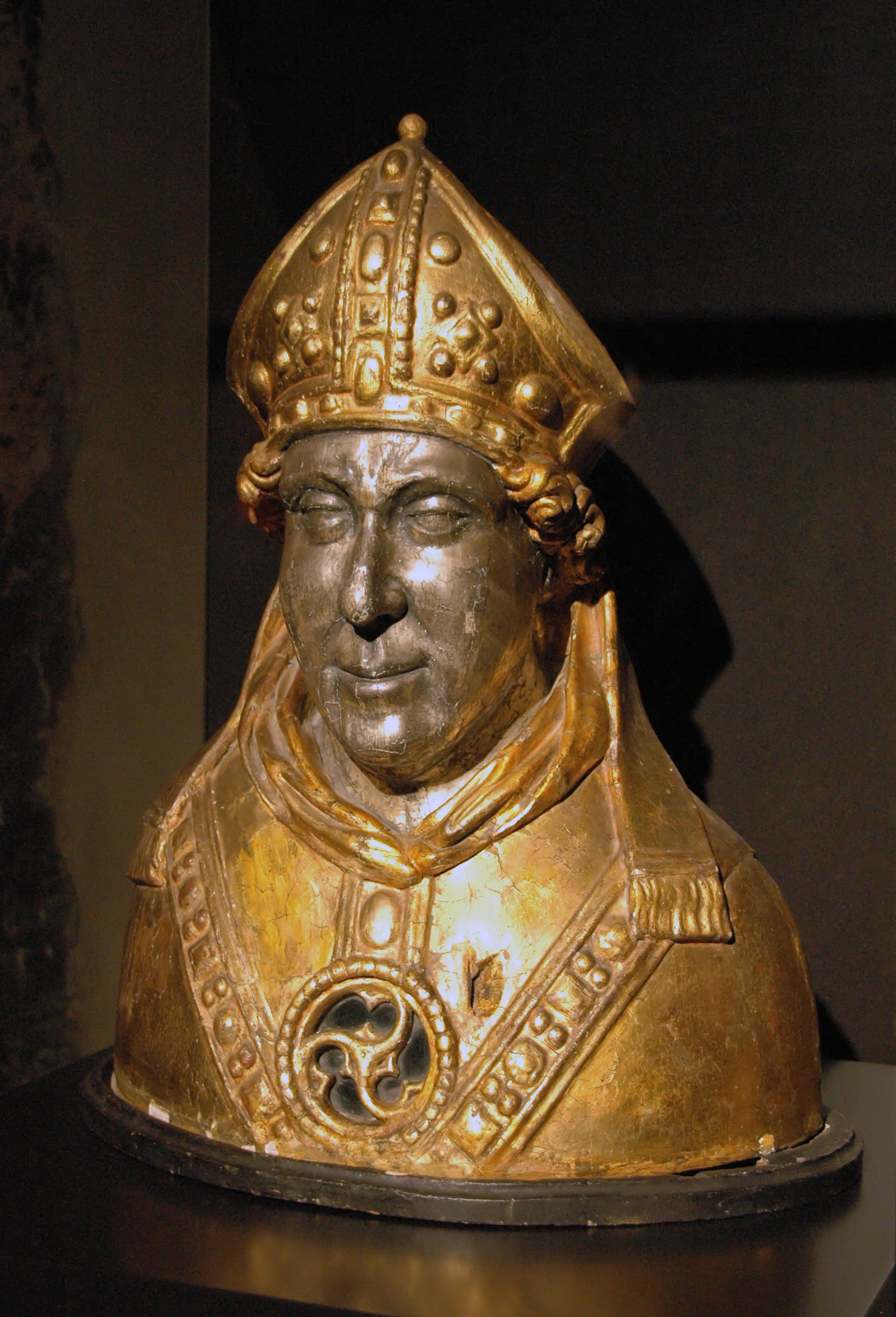
Бюст Святого Энгельберта Кёльнского

В 1224 году Зиген упоминается как вновь отстроенный город, который архиепископ Кёльна Энгельберт I передал в совладение графу из династии Нассау Генриху Богатому. Возможно, тогда основное поселение было перенесено из долины Вайсса на гору. Доказано, что Верхний Замок к тому времени уже был построен. 19 октября 1303 года Зиген получил зостское городское право. До 1 февраля 1381 года у города было два владельца, после чего он полностью перешёл во владение династии Нассау. Самое старое изображение печати относится к 25 марту 1309 года.
В XVI веке Зиген обрёл обороноспособный облик. Город был окружён массивными стенами с 16 башнями и тремя воротами: Кёльнские ворота на западе, Дубильные ворота на юге и Марбургские ворота на востоке. В городе находилась крепость.
Зиген часто страдал от пожаров. Сохранились документальные свидетельства о пожарах 16 августа 1593 года и 10—20 апреля 1695 года. Большой пожар 16 августа 1593 года начался в кузнице Иоганна Буша на Марбургерштрассе около полудня, когда большая часть горожан была на жатве за городскими стенами. От искр вспыхнул лён, из-за чего кратчайшее время были уничтожены 25 жилых домов и 15 амбаров, а ещё 11 домов и 12 амбаров были серьёзно повреждены. Второй из упомянутых пожаров начался ранним вечером 10 апреля 1695 года в доме пекаря Иоганна Дауба на Барштвенде, после чего огонь двинулся прочь от городского рынка. В результате жертвой пожара стали 252 дома и 52 постройки, а также Графский Двор Нассау. Раздуваемый сильным ветром огонь передвигался по крышам домов, которые почти сплошь были покрыты соломой. От пожара погибли 11 человек, преимущественно стариков, которых не смогли спасти. В огне также погибли 20 животных. В этой связи упоминается о послании с выражением соболезнования от Херборнской Высокой Школы Зигена своей княгине, в котором Зиген описывается как «око и украшение Нассау». 12 апреля 1869 года около 21 часа разразился новый пожар, в котором сгорел зигенский «Клубб» — плотно прилегающий к церкви Николайкирхе и к рынку квартал из 25 домов, где жили 49 семей из 200 человек, из которых, правда, никто не пострадал.

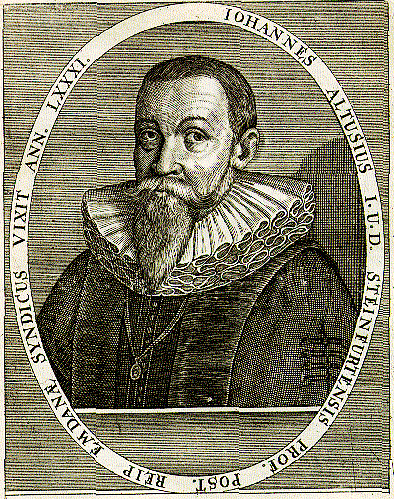
Иоганнес Альтузиус (1563—1638)

В 1536 году граф Нассау, Вильгельм Богатый (1487—1559) разместил в зданиях бывшего францисканского монастыря педагогиум, от которого произошла зигенская Гимназия у Дубильных Ворот (Gymnasium am Löhrtor). В период 1594—1599/1600 и 1606—1609 годов в Педагогиуме Зигена находилась Высокая Школа Нассау, основанная в 1584 году в Херборне (реф. Херборн) графом Иоганном VI Старшим Нассау-Дилленбург (1535—1606), братом Вильгельма Молчаливого, графа Нассау и принца Оранского (1533—1584), и позже перенесённая в Зиген. Высокая Школа, названная в честь своего основателя графа Иоганна VI Иоганнея, была цитаделью кальвинистской федеральной теологии.
Ректором Высокой Школы в период её переезда 1599—1600 годов был Иоганнес Альтузиус (Альтхаус) (1563—1638). Этот видный специалист по государственному праву и кальвинистской политической теории родился в Диденхаузене, графство Сайн-Виттгенштайн. Его главный труд Politica Methodice Digesta (1603), впервые систематизировавший политическое учение о сословном государстве Нового Времени, сделал автора одним из ведущих германских теоретиков государства XVI—XVII вв. и отцом-основателем теории федерализма. Во время своего профессорства в Зигене Альтузиус женился на молодой вдове Маргарете Кесслер, дочери зигенского казначея Фридриха Нойрата (Наурата). С 1604 года Альтузиус был синдиком в кальвинистском Эмдене.

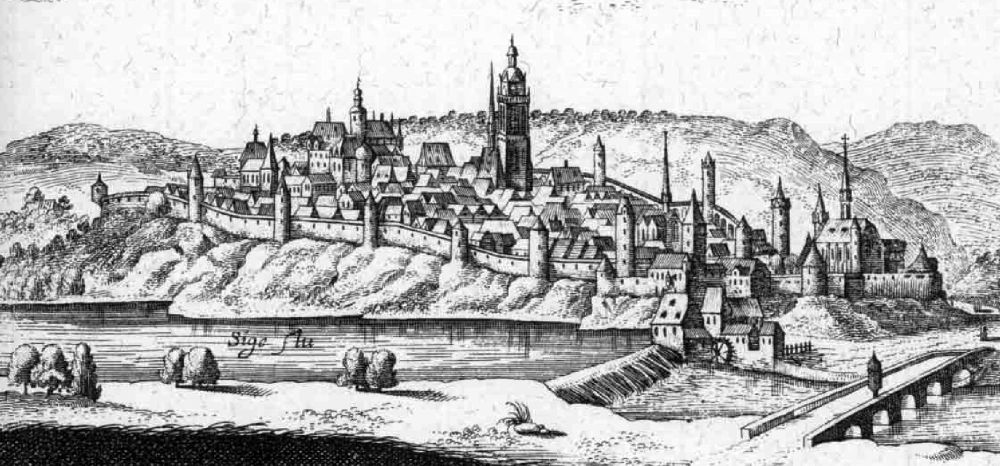
Зиген, 1655 год.

Иоганн Средний (1561—1623), старший сын графа Иоганна VI, в 1616 году основал рыцарскую военную школу в сохранившемся поныне здании старого арсенала на Бургштрассе. На месте старого францисканского монастыря он построил Нижний Замок. Его сын Иоганн Младший в 1612 году вновь принял католическую веру и хотел силой навязать её горожанам. Иоганн Мориц Нассау-Зигенский, бывший голландский главнокомандующий в Бразилии, сверг его, что привело к конфессиональному расколу Зигерланда.
19 февраля 1673 года землетрясение повергло население города в страх. 10 февраля 1679 года войска Оснабрюкена осадили Зиген. 15 января 1682 года долина Зига серьёзно пострадала от наводнения.
В правление Вильгельма Гиацинта с 1699 года в Зигене началась межконфессиональная усобица. 29 марта 1707 года горожанин Фридрих Флендер был обезглавлен, после чего Вильгельм Гиацинт был свергнут и вынужден был бежать из города. С его смертью в 1743 году окончилась католическая линия династии Нассау-Зиген. Реформационная линия династии завершилась ещё раньше, в 1734 году, со смертью Фридриха Вильгельма, и император Карл VI был вынужден передать правление принцу Оранскому и князю Нассау-Диц. Так Зиген стал центром одноименного княжества в составе Ораниен-Нассау.
6 сентября 1777 года было окончено строительство моста Лёртор-Брюкке в рамках создания первой на западе Германии дороги с искусственным покрытием Хаген-Ольпе-Кромбах-Зиген.

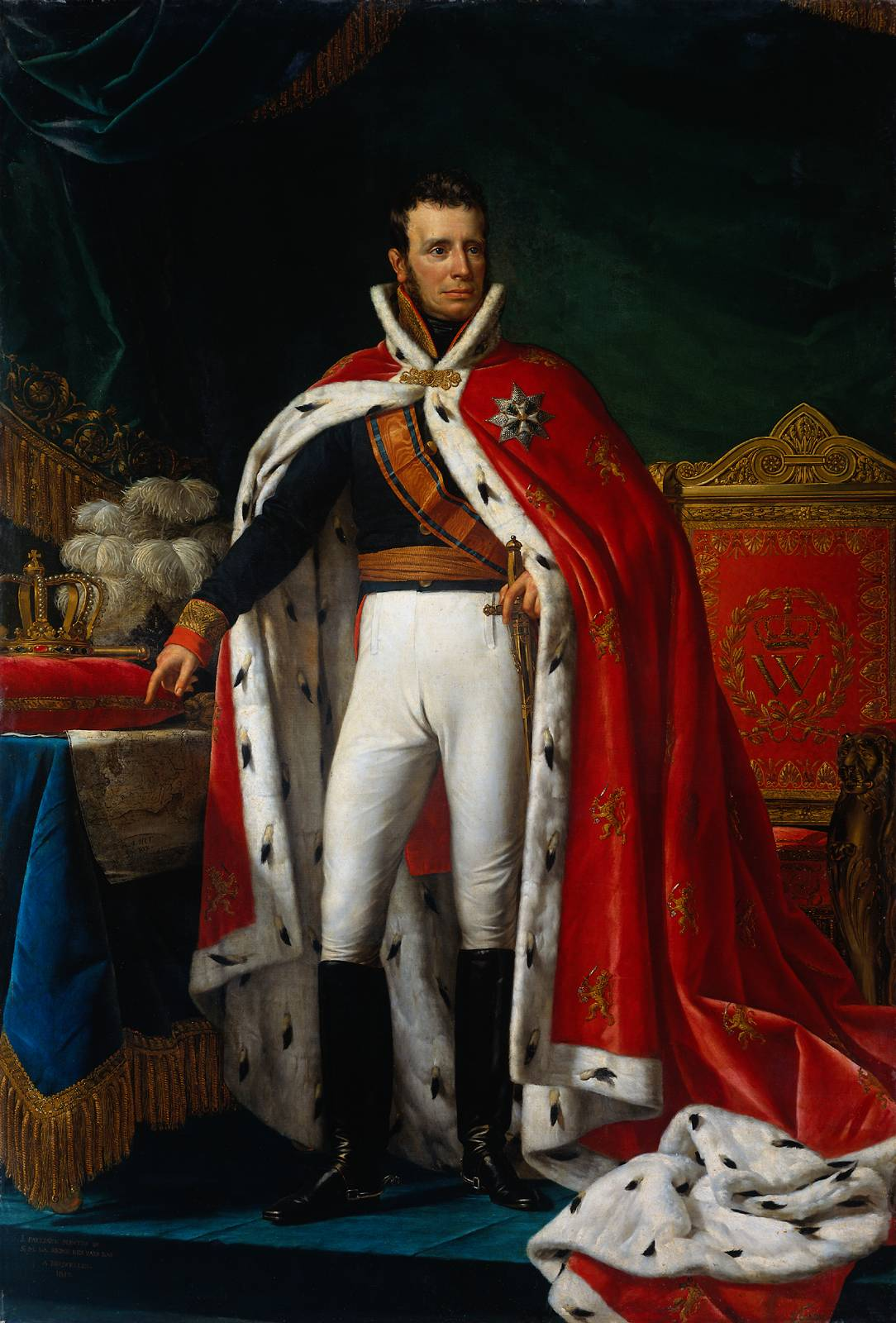
Князь Виллем I

Горное дело, основной источник благосостояния региона, и сельское хозяйство отличались позитивным развитием. Князь Виллем I был свергнут Наполеоном, когда отказался вступить в основанный Наполеоном Рейнский союз. Зигерланд стал частью Зигенского Департамента в составе Великого Герцогства Берг. После падения Наполеона в 1813 году Вильгельм Фридрих, король Нидерландов, вернул себе власть над своими германскими наследными владениями, которые он уже в 1815 году уступил Пруссии в обмен на Великое Герцогство Люксембург. Город вошёл в состав Района Зиген, ставшего частью Административного Округа Кобленц (провинция Великое Герцогство Нижний Рейн), а с 1817 года вошло в состав Административного округа Арнсберг (Провинция Вестфалия).
9 сентября 1875 года в городе на улицах Зандштрассе и Кобленцер Штрассе впервые применили машину по уборке улиц, запряжённую лошадьми.
После присоединения к Пруссии исторические связи региона с югом были утеряны. Зигерланд оказался привязан к Вестфалии, от которой его до сих пор отделяли политические, культурные, языковые и конфессиональные границы с вековой историей. Под управлением Пруссии Зиген превратился в сегодняшний центр Южной Вестфалии. 1 марта 1923 года город был выведен из подчинения Округу Зиген, получив тем самым самоуправление, однако правление Округа Зиген осталось в городе.
16 декабря 1944 года Бомбардировочное Командование Королевских ВВС Великобритании подвергло центр Зигена массированной бомбардировке, в результате чего город был разрушен на 80 %. На город было сброшено 500 фугасных и 50 000 зажигательных бомб. Целью нападения было разрушение важных транспортных путей, бункеров, подземных коммуникаций, а также производственных сооружений. В результате налёта погибли 348 человек, из них 260 мирных жителей. Следующий налёт 2 февраля 1945 года нанёс Зигену новый серьёзный ущерб. До конца войны город подвергся ещё нескольким бомбардировкам, последняя из них состоялась 24 марта 1945 года. В итоге за время войны из 4338 городских зданий с 10452 квартирами были разрушены или повреждены 4096 зданий с 10 169 квартирами, что составило более 90 % от жилищного фонда города.
Закон о реорганизации района Зиген вновь включил город Зиген в состав района. Вместе с тем, в состав города вошли пять независимых до того момента коммун. Законы приравненного к району города продолжали действовать на территории Зигена до принятия Закона «Зауэрланд / Падерборн» 1 января 1975 года, за исключением права выборов местного самоуправления. Закон «Зауэрланд / Падерборн» объединил Зиген и ещё 10 общин в новый район Зиген-Виттгентштайн.

### Религии
Первоначально Зиген принадлежал к территории архиепископства Майнцского, к его деканату Арфельд. До XV века в городе располагался монастырь женского ордена Святой Марии Магдалины. Был также францисканский монастырь, который прекратил своё существование в 1533 году из-за объявленной Нассауским домом реформации. После этого город стал вначале лютеранским, а в 1550 году всё княжество Нассау обратилось в реформатство. Население города составляли преимущественно протестанты. С 1623 года началась постепенная контрреформация, так что приблизительно 20 % населения Зигена и окрестностей вернулись в католицизм. В 1626 году в городе появился иезуитский монастырь.

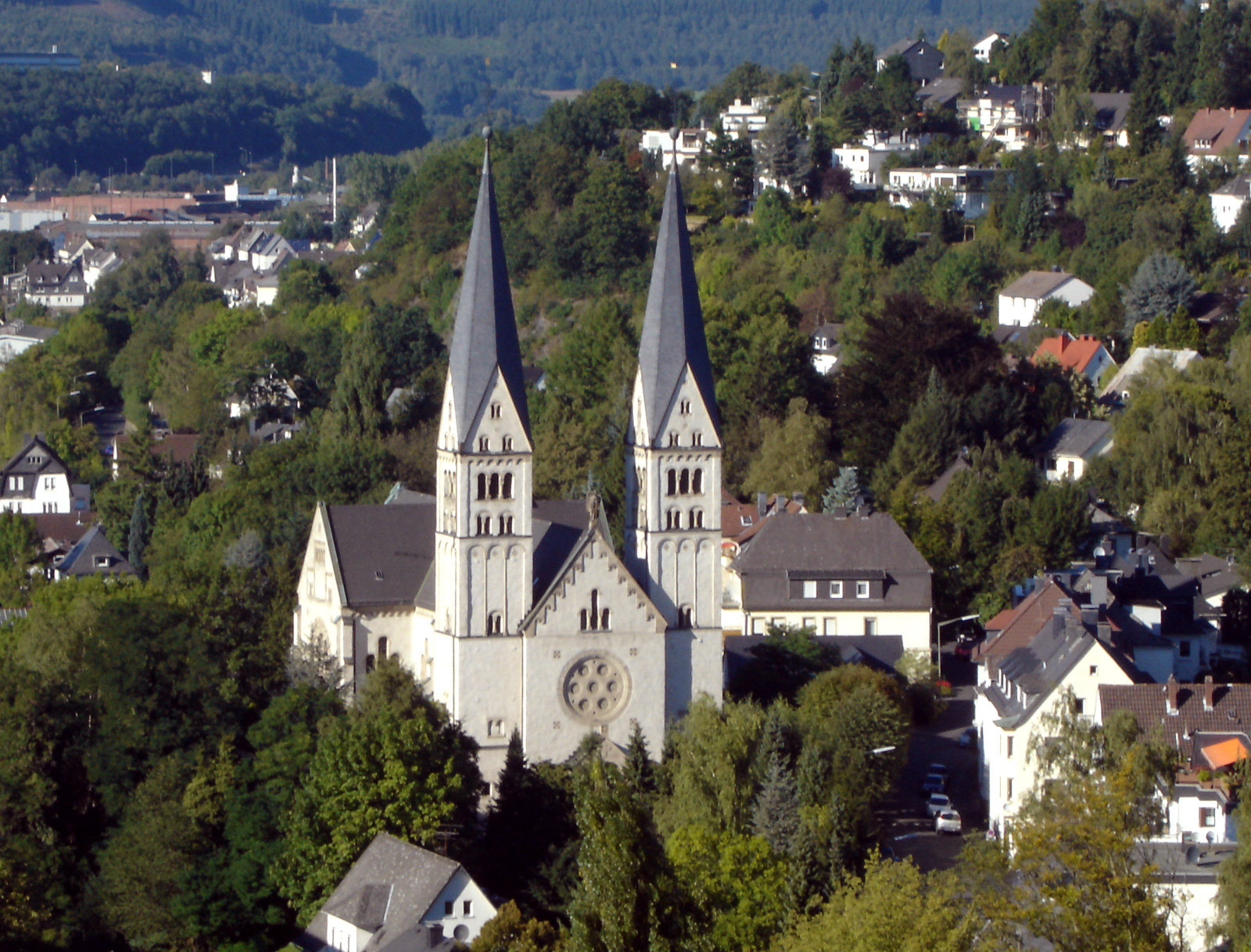
Церковь Св. Михаила, Зиген

После того, как Зиген в 1815 году вошёл в состав Пруссии, в городе, как и во всей Пруссии, в период 1819—1835 годов была заключена лютеранско-реформатская уния, однако большинство общин города сохранили свой реформатский характер. Зиген как часть вестфальской Провинциальной церкви (сегодня — Евангелическая церковь Вестфалии) разместил у себя окружного суперинтенданта. Сегодня эта административная единица называется церковный округ, к которому принадлежат все церковные приходы региона, за исключением свободных церквей. Церковный округ Зиген охватывает всю территорию Зигерланда и Ольпе.
Католическая церковь Зигена после Реформации относилась, как и ранее, к Майнцскому Архиепископству. После реструктуризации католической церкви в начале XIX века Зиген попал в подчинение Падерборнскому Епископству и разместил у себя окружной Синод (сегодня — деканат), которому принадлежат все католические общины округа. В 1929 году Падерборнское Епископство получило статус архиепископства.

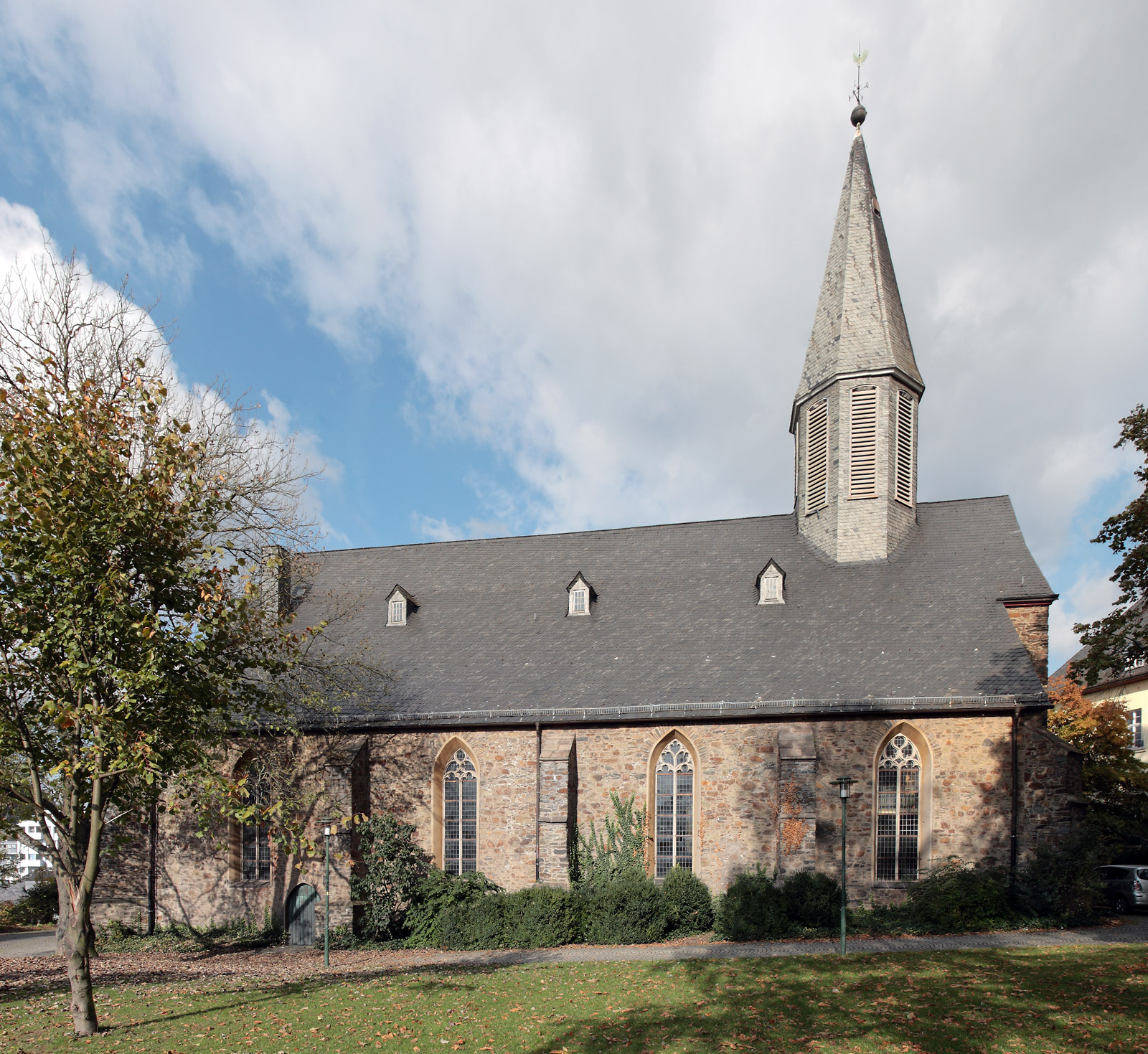
Церковь Мартиникирхе, Зиген

Наряду с римско-католической церковью в Зигене есть румынская православная и элладская православная общины. В Зигене находится Евангелический Союз Зигерланд-Виттгенштайн, в который входят 90 религиозных объединений. Кроме того, в Зигене присутствуют различные свободные церкви, среди них множество общин Евангелической свободной церкви (баптисты), община Евангелической методистской церкви, Независимая евангелическая лютеранская церковь, община Церкви адвентистов седьмого дня, множество свободных евангелических общин, Христианская община Ахенбах, различные христианские братства, Часовня на Голгофе и миссионерская община Зиген-Майсвинкель.
Также в Зигене представлены такие религиозные группы, как Церковь Иисуса Христа Святых последних дней, католические апостольские общины, Новоапостольская церковь, Свидетели Иеговы, различные дохристианские общины, Бахаи, а также одна исламская община с собственной мечетью и одна езидская община.

### Районная реформа
Следующие общины были включены в Зиген (в порядке их присоединения):
- 1902 и 1912 годы: части Бушготтхардсхюттена
- 1934 год: части Ахенбаха
- 1937 год: части Ахенбаха и Бушготтхардсхюттена
- 1966 год: Трупбах, Зеельбах, Брайтенбах, Бюрбах, Каан-Мариенборн и Фольнсберг
- 1969 год: Фойерсбах
- 1975 год: город Хюттенталь и город Айзерфельд

### Динамика населения

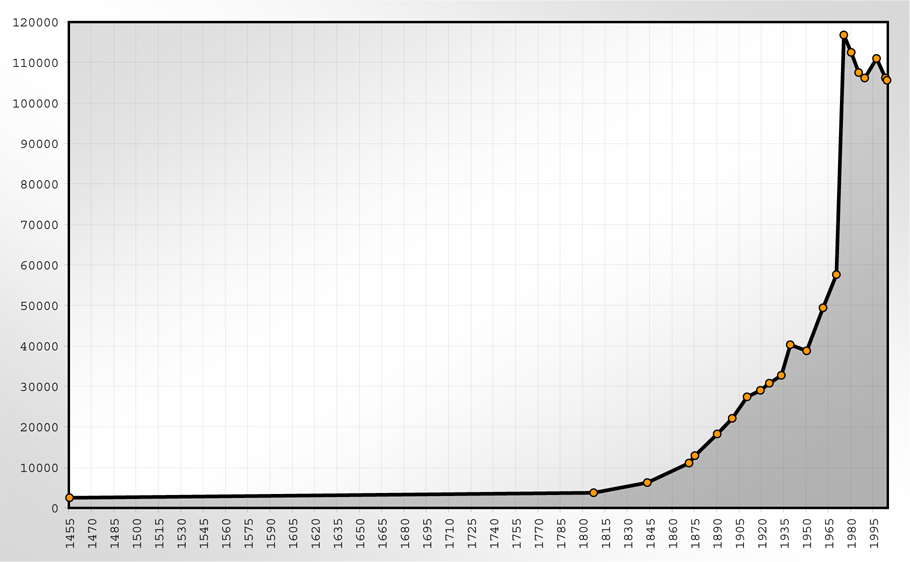
Динамика численности населения Зигена

В 1897 году население Зигена составляло 20 тыс. человек, к 1939 году это число удвоилось, достигнув отметки в 40 тыс. человек. В результате Второй мировой войны население города сократилось на 30 % (12 тыс. человек). В 1945 году в городе проживало уже лишь 28 тыс. человек. Довоенный уровень численности населения был восстановлен к 1952 году.
Пик численности населения был достигнут в 1975 году, когда в состав Зигена вошли соседние города Хюттенталь (38867 человек) и Айзерфельд (22354 человека). На 1 января 1975 года население Зигена составляло 117224 человека. По данным Земельного бюро обработки информации и статистики Северного Рейна-Вестфалии на конец июня 2010 года в Зигене постоянно проживали 103555 человек. Таким образом, с 1975 года численность населения сократилась почти на 12 % (13669 человек). Предполагается, что к 2023 году население города не будет превышать 100 тыс. человек.
Таблица ниже показывает динамику численности населения. Данные до 1833 года представляют собой приблизительные оценки, более поздняя информация основана на результатах переписей населения либо на данных соответствующих статистических ведомств. С 1843 года эти данные учитывают присутствующее население, с 1925 года — проживающее население, а с 1987 года — население с постоянным местом жительства. До 1843 года не было единых способов учёта населения.
| год             | население |
| --------------- | --------- |
| 1455            | 2500      |
| 1807            | 3743      |
| 1 декабря 1840* | 6074      |
| 3 декабря 1843* | 6233      |
| 3 декабря 1855* | 7035      |
| 3 декабря 1864  | 8800      |
| 3 декабря 1867* | 10 100    |
| 1 декабря 1871* | 11 067    |
| 1 декабря 1875* | 12 901    |
| 1 декабря 1880* | 15 100    |
| 1 декабря 1885* | 16 676    |
| 1 декабря 1890* | 18 242    |
| 2 декабря 1895* | 19 303    |

| год               | население |
| ----------------- | --------- |
| 1 декабря 1900*   | 22 109    |
| 1 декабря 1905*   | 25 201    |
| 1 декабря 1910*   | 27 416    |
| 1 декабря 1916*   | 25 594    |
| 5 декабря 1917*   | 25 549    |
| 8 октября 1919*   | 29 020    |
| 16 июня 1925*     | 30 951    |
| 16 июня 1933*     | 32 736    |
| 17 мая 1939*      | 40 269    |
| 31 декабря 1945   | 28 000    |
| 29 октября 1946*  | 29 922    |
| 13 сентября 1950* | 38 787    |

| год               | население |
| ----------------- | --------- |
| 25 сентября 1956* | 45 173    |
| 6 июня 1961*      | 49 404    |
| 31 декабря 1965   | 50 268    |
| 27 мая 1970*      | 57 302    |
| 31 декабря 1975   | 116 552   |
| 31 декабря 1980   | 112 320   |
| 31 декабря 1985   | 107 421   |
| 25 мая 1987*      | 106 384   |
| 31 декабря 1990   | 109 174   |
| 31 декабря 1995   | 111 398   |
| 31 декабря 2000   | 108 476   |
| 30 июня 2005      | 105 328   |

* результаты переписи

## Политика

### Городской совет
По результатам муниципальных выборов 30 августа 2009 года 70 мест Городского совета Зигена распределились следующим образом:
|      | ХДС | СДПГ | «Союз 90/Зелёные» | СвДП | «Свободные избиратели» | Левые | НДПГ | Итого |
| 2009 | 25  | 18   | 9                 | 8    | 5                      | 4     | 1    | 70    |

Кресло бургомистра получил Штеффен Мюс (ХДС).
Ни одна из партий не обладает большинством в Городском совете Зигена, коалиций также не было создано. Правда, ХДС, СвДП и «Свободные избиратели» заключили формальное, документально закреплённое целевое соглашение. В 2007 году дефицит бюджета города составлял 320,5 млн евро. Из них 100,7 млн евро приходилось на сам бюджет, 118,1 млн. — на городские предприятия и 101,6 млн. — на сферу кредитования.

### Бургомистр
С XIII века главой города является бургомистр. В 1304—1305 годах впервые был созван городской совет. Однако уже в 1224 году появились «городские люди» (городской совет) и три бургомистра, избиравшиеся на годичный срок. С 1500 года количество бургомистров сократили до двух. В XVII веке всё большее влияние в городе начинают приобретать цеха. В связи с этим глава цеха сапожников получил постоянное членство в городском совете. Средневековый городской устав действовал в Зигене до 1809 года, отдельные его положения — до 1815 года. С 1815 года городом управляет городской совет их двенадцати членов. Совет возглавил бургомистр. Пригороды Зигена с 1824 года управлялись собственными представителями, которые подчинялись бургомистру Зигена. После того, как Зиген был выведен из подчинения округу в 1923 году, глава города стал именоваться обер-бургомистр. С 1919 года должность бургомистра, а затем — обер-бургомистра занимал Альфред Фиссмер, который сохранил свой пост и во времена правления национал-социалистов.

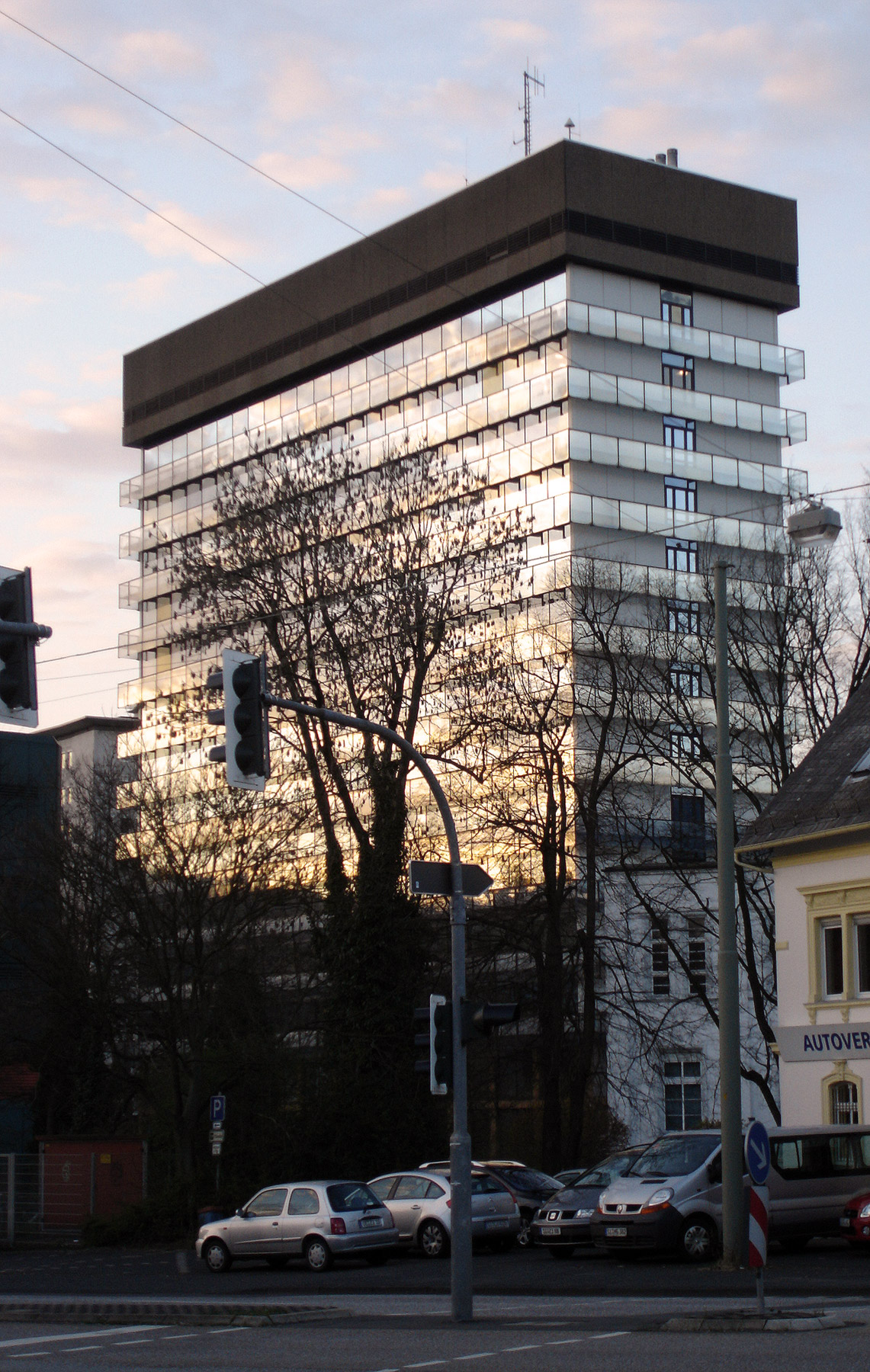
Здание районной администрации Зиген-Виттгенштайн

После Второй мировой войны военное правительство Британской оккупационной зоны назначило нового обер-бургомистра, а в 1946 году ввело муниципальный устав, созданный по британскому образцу. По уставу, жители города избирали Совет города, члены которого назывались депутатами. Одного из своих членов Совет назначал на почётную должность обер-бургомистра, который выступал в качестве председателя Совета и представителя города. Кроме того, с 1946 года Совет избирал Верховного городского директора (аналог сити-менеджера, который руководил муниципалитетом.
В 1975 году город Зиген вновь вошёл в состав округа Зиген (с 1 января 1984 года — округ Зиген-Виттгенштайн). С этого момента председатель городского совета стал называться бургомистром, и глава городской администрации — городским директором. В 1999 году вступили в силу изменения Муниципального устава Северного Рейн-Вестфалии, которые устранили двойную модель управления бургомистром и городским директором. Должность городского директора была упразднена. Бургомистр стал возглавлять городскую администрацию, одновременно возглавляя Городской совет. Бургомистр избирался прямыми выборами на пятилетний срок, а с 2009 года — на шесть лет.
Следующие выборы бургомистра состоятся в Зигене лишь в 2014 году, так как срок полномочий избранного в 2007 году бургомистра включает в себя и следующий период муниципальных выборов 2009—2014 годов (в соответствии с положениями, действовавшими на момент последних выборов бургомистра).

#### Бургомистры и Обер-бургомистры
- 1815—1836: Фридрих Карл Трейнер, королевский бургомистр
- 1836—1837: Карл фон Фибан, бургомистр
- 1837—1838: Йоханнес Ёхельхойзер, бургомистр
- 1838—1862: Генрих Якоб Ахенбах, бургомистр
- 1862—1876: Эдуард Брассе, бургомистр
- 1876—1881: Карл Герман Лампрехт, бургомистр
- 1882—1918: Антон Делиус, бургомистр, с 1917 года — обер-бургомистр
- 1919—1945: Альфред Фиссмер (с 1937 года — член НСДАП), с 1923 года — обер-бургомистр
- 1945: Фриц Фрис (СДПГ), обер-бургомистр
- 1945—1946: Отто Шварц (СДПГ), обер-бургомистр
- 1946—1948: Эрнст Вайссельберг (ХДС), обер-бургомистр
- 1948—1956: Эрнст Бах (ХДС), обер-бургомистр
- 1956—1961: Эрих Пахнике (СДПГ), обер-бургомистр
- 1961—1966: Карл Экманн (ХДС), обер-бургомистр
- 1966—1975: Карл Альтхаус (СДПГ), обер-бургомистр
- 1975—1979: Фридеманн Кесслер (ХДС), обер-бургомистр
- 1979—1989: Ханс Райнхардт (СДПГ), бургомистр
- 1989—1994: Хильде Фидлер (СДПГ), бургомистр
- 1994—1999: Карл Вильгельм Кирххёфер (СДПГ), бургомистр
- 1999—2007: Ульф Штётцель (СДПГ), бургомистр
- с 2007 года: Штеффен Мюс (СДПГ), бургомистр

#### Городские директора и Верховные городские директора
- 1946—1954: Макс Бауман, верховный городской директор
- 1954—1975: Курт Зайбт, верховный городской директор
- 1975—1985: Ханс Мон, городской директор
- 1985—1989: Д-р Фолькер Ёртер, городской директор
- 1989—1995: Д-р Отто-Вернер Раппольд, городской директор (досрочно ушёл в отставку по собственному желанию 2 декабря 1995 года)
- 1995—1999: Ульрих Мок, городской директор (до 31 января 1997 года работал в качестве исполняющего обязанности д-ра Раппольда, после был официально назначен на эту должность)

### Герб

Герб Зигена

Герб города: в серебряном поле зубчатая стена с воротами, по сторонам ворот — низкие остроконечные башни. Над воротами — епископ в лазурной ризе, лазурной митре и в серебряной накидке; в правой руке серебряный посох с обращённым золотым изгибом, в левой — открытая книга. В воротах — лазурный щиток, на щитке — золотой лев с червлёными когтями.
Герб состоит из трёх частей. В верхней части представлен епископ кёльнский, стена символизирует сам город, а в воротах изображён лев династии Нассау. Синий и жёлтый цвета (лазурь и золото) — цвета нассауского дома.

### Города-побратимы
Зиген поддерживает партнёрские отношения со следующими городами и округами:
- Округ Шпандау, Берлин (с 1952 года)
- Катвейк, Нидерланды (с 1963 года; до 2006 года — партнёрство с Рейнбюргом, вошедшим в состав Катвейка)
- Лидс, Великобритания (с 1966 года; до 1974 года — партнёрство с городом Морли, вошедшим в состав Лидса)
- Ипр, Бельгия (с 1967 года)
- Закопане, Польша (с 1989 года)
- Плауен, Фогтланд, Саксония (с 1990 года)

## Культура и достопримечательности

### Театры

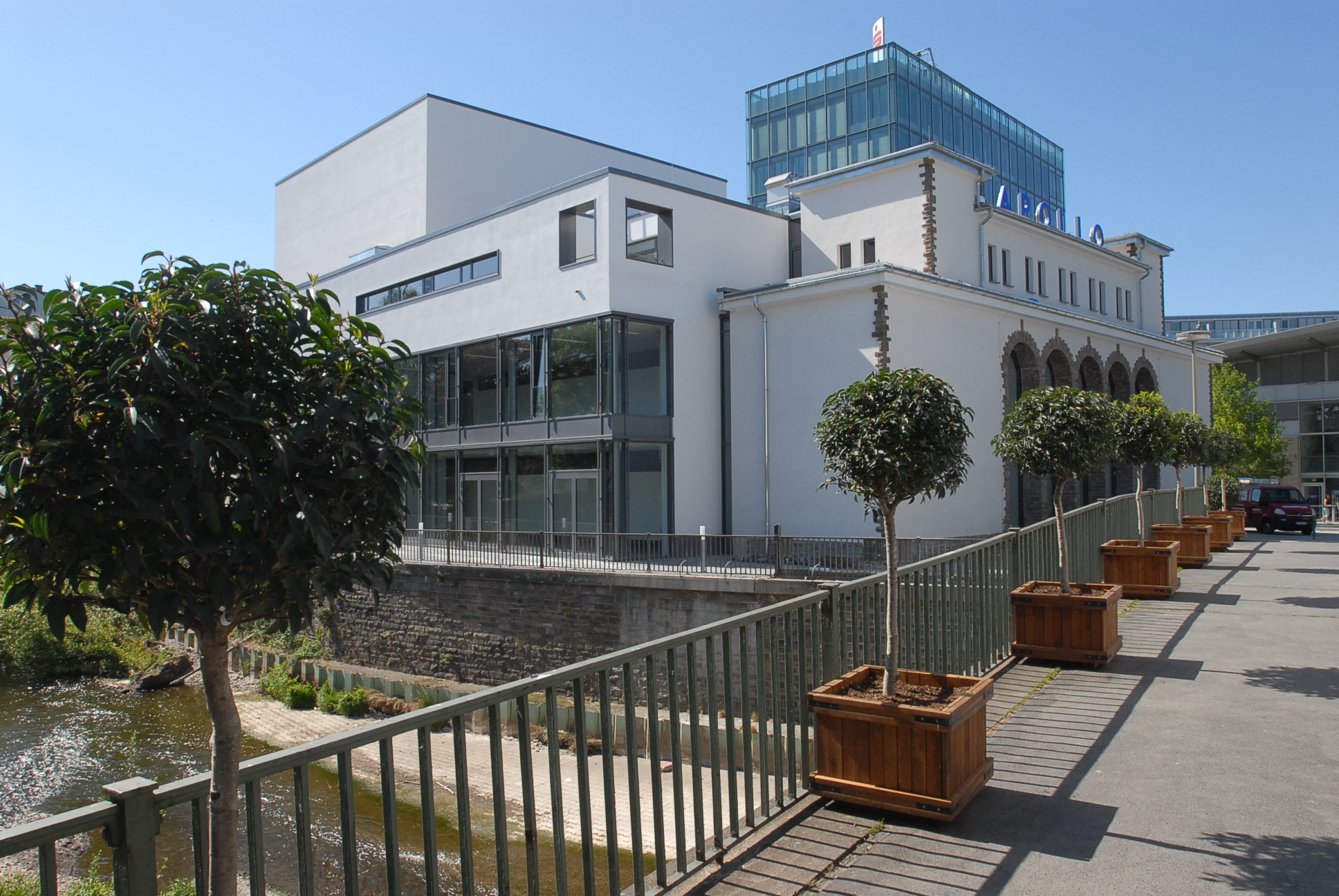
Театр «Аполлон»

Первый собственный театр в Зигене появился 1 сентября 2007 года — именно тогда открылся театр «Аполлон», перестроенный из бывшего киноцентра.
С 1992 года театральные представления, эстрадные и музыкальные выступления проходили на сцене Дома СМИ и культуры «Люц». На двух сценах этого заведения ежегодно проходило около 150 мероприятий.
Более крупные мероприятия проходили на «Сцене города Зиген» (820 мест), в Зигенландхалле (1800 кв. м, 2300 мест), а также в Бисмаркхалле. Кроме того, во внутреннем дворе Нижнего Замка регулярно проходят концерты и представления под открытым небом.

### Музеи
С 1996 года в помещениях построенного в 1941 году бомбоубежища в центре города на горе Зигберг располагается Активный музей Южной Вестфалии, являющийся, по сути, музеем современной региональной истории. Это место имеет символическое значение, так как здесь находилась зигенская синагога, сожженная 10 ноября 1938 года. Одновременно музей является памятником жертвам национал-социализма в регионе Зигерланд-Виттгенштайн. Здесь на площади 200 м² располагается постоянная выставка, в центре которой — история местного еврейского населения. На примерах из региональной истории показаны также преступления и против других групп населения: против цыган, инвалидов, «Исследователей Библии», иностранных рабочих и политической оппозиции. К примеру, в рамках экспозиции показан жизненный путь зигенского коммуниста Вальтера Кремера, депутата от КПГ в прусском ландтаге. В 2000 году он посмертно удостоился высшей награды государства Израиль — почётного титула «Праведника мира». Вместе с тем, в музее проходят регулярные тематические выставки весьма широкого спектра. Руководство Активным музеем Южной Вестфалии осуществляет частный фонд.

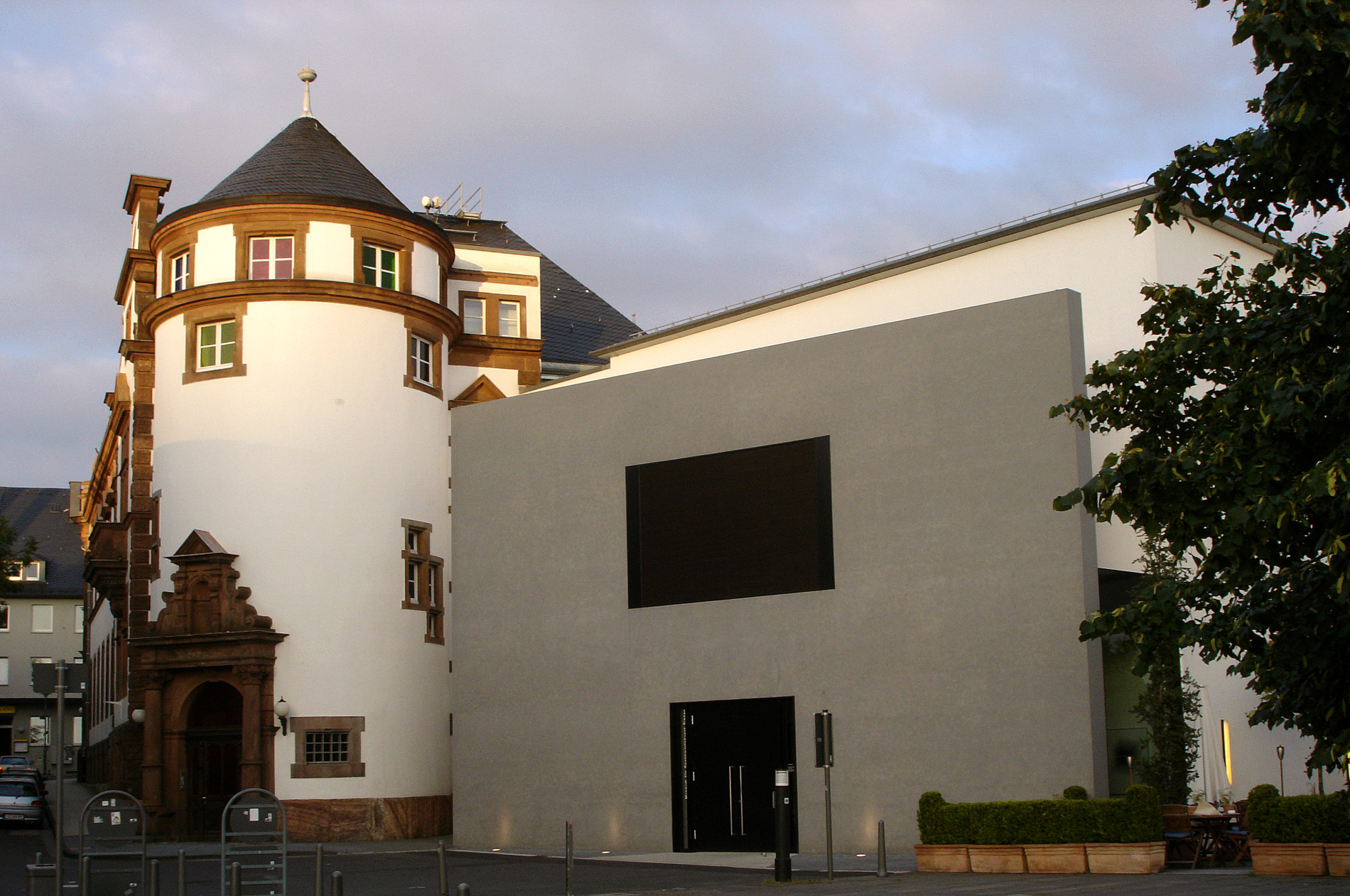
Музей современного искусства

Зигерландский музей искусств и истории искусств, созданный в 1902 году на основе школьного музея Зигенской реальной гимназии, находится с 1905 года в помещениях Верхнего Замка. В архивах музея находятся полотна Питера Пауля Рубенса, собрание портретов княжеского дома Нассау-Ораниен, экспонаты по истории Зигерланда с древнейших времён до наших дней, по региональной истории горного дела и экономики, по добыче железа и минералов, включая историю создания музея-шахты. Также здесь содержатся многочисленные экспонаты по истории зигерландской бытовой культуры XIX века. Выставочный форум, являющийся отделением музея, находится в Доме Ораниенштрассе. Управление Зигерландским музеем осуществляет администрация города.
Музей современного искусства Зигена посвящён современному искусству в области живописи, фотографии, видео и инсталляций. Важную часть программы составляют работы художников Бернда и Хиллы Бехер. Кроме того, постоянная экспозиция коллекции Лабрехт-Шадеберг представляет работы всех художников международного ранга, удостоившихся Премии Рубенса, учреждённой городом.

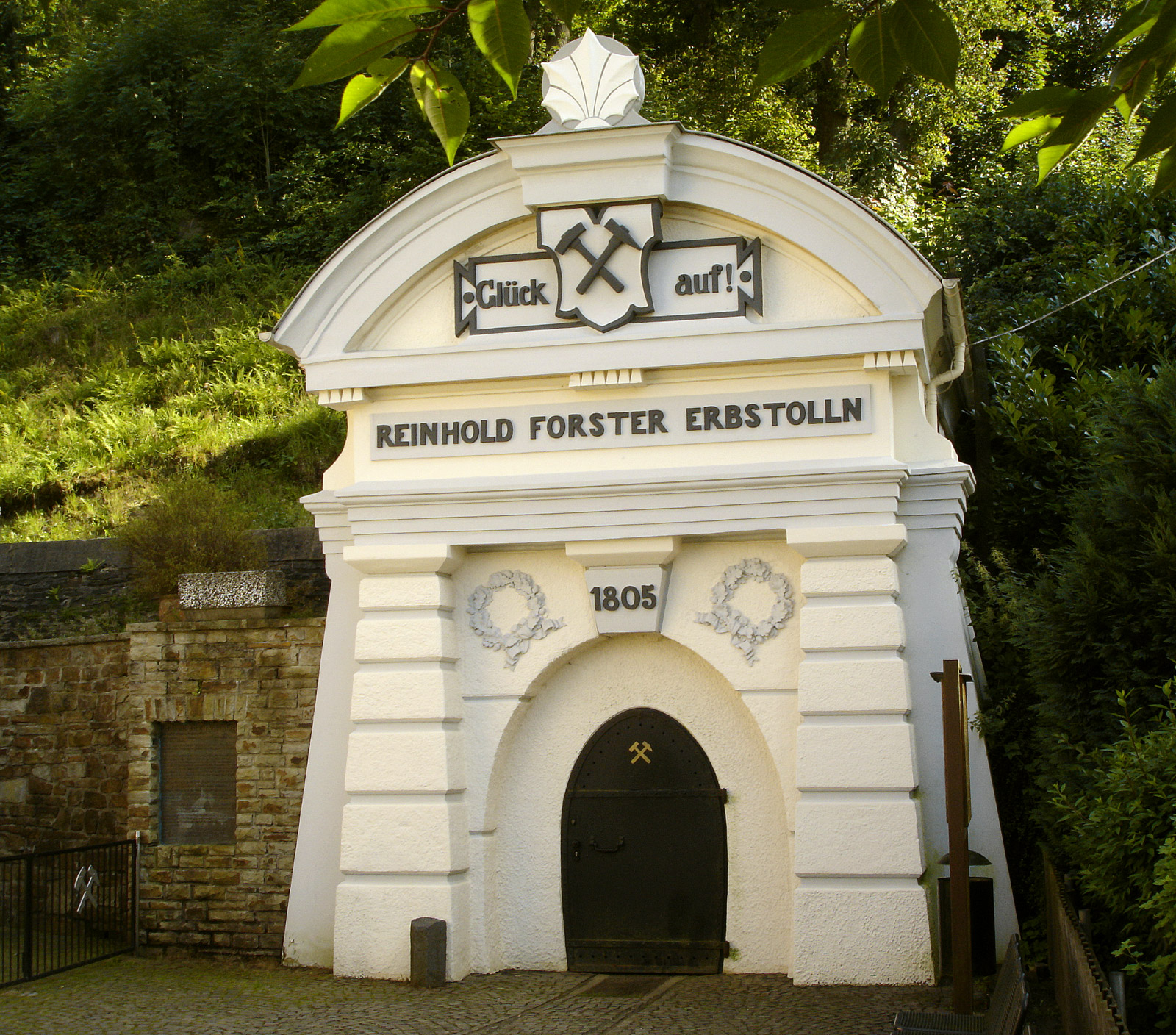
Вход в штольни Райнхольда Форстера

В районе Гайсвайд находится музей The Beatles, управляемый Гарольдом Кремером. Согласно Книге рекордов Гиннесса, этот музей является самым маленьким в мире музеем (всего 27 м²), посвящённым музыкантам из Ливерпуля. В коллекции, среди прочего, содержится более 17 тыс. звукозаписей, сувениров, плакатов и автографов.
В районе Айзерфельд находится Музей горного дела «Штольни Райнхольда Форстера». Здесь можно посетить подземные штольни, открытые в 1805 году. Длина шахты, открытой для посещения — 470 м.
В нескольких зданиях бывшего вагоноремонтного завода локомотивного депо Зиген Германской федеральной железной дороги с 1997 года располагается Южно-вестфальский железнодорожный музей. Наряду с фотовыставкой, моделью железной дороги и архивом «Друзей железной дороги Бетцдорфа», расположенных в старых административных зданиях, в веерном локомотивном депо музея выставлены более десятка локомотивов (среди прочих, полностью рабочие DR-Baureihe 52.80 и DB-Baureihe V 100), а также множество товарных и пассажирских вагонов.

### Музыка
В Зигене находится множество оркестров и хоров, например:
- Церковный хор Зигена
- Хор Зигена им. Баха
- детский и юношеский хор «Зиген-Юг»
- кружок пения «Зигерланд»
- Зигенский духовой оркестр
- Зигерландская капелла рудокопов Нидершельдена
- «Collegium Musicum» города Зигена
- Ансамбль медных духовых инструментов «Pro musica sacra»
- "Народное предприятие «Хор Зигена»
- Ансамбль «Cantemus Siegen e. V.»
- Университетский биг-бэнд Зигена

Самым известным музыкальным коллективом из Зигена является трэш-металлический квартет Accu§er.

### Памятники архитектуры

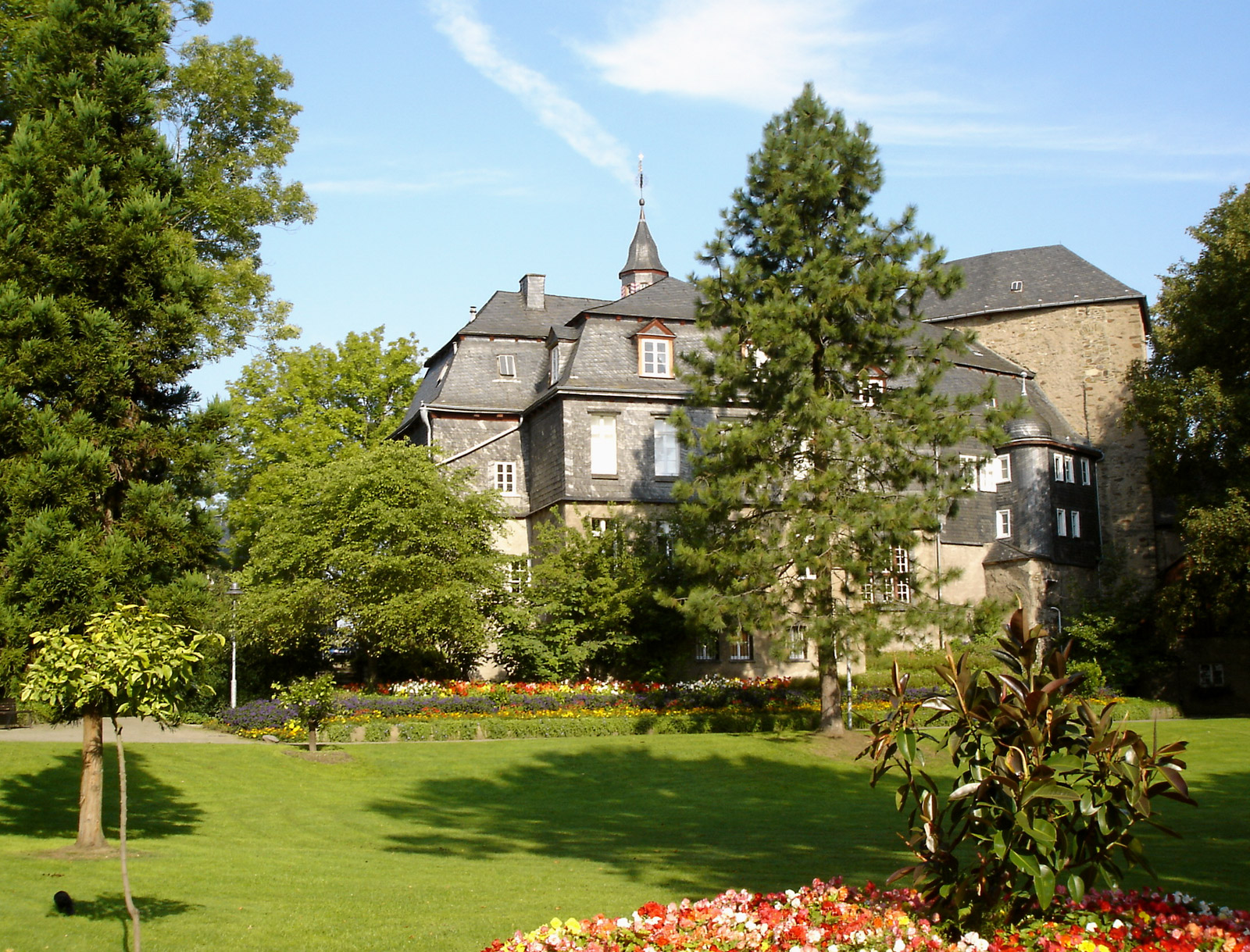
Парк Верхнего Замка

Хотя в ходе бомбардировок в течение Второй мировой войны город был разрушен почти на 80 %, в Зигене сохранились некоторые исторические здания, среди прочих, два городских замка — Верхний и Нижний, множество церковных зданий исторического значения, а также здание Рейхсбанка, построенное в 1909 году.

#### Верхний Замок
Крепость Верхний Замок на горе Зигбург впервые упоминается в источниках в 1259 году и была во времена Средневековья родовым замком дома Нассау. С 1905 года в здании Верхнего Замка располагается Зигерландский музей.

#### Нижний Замок

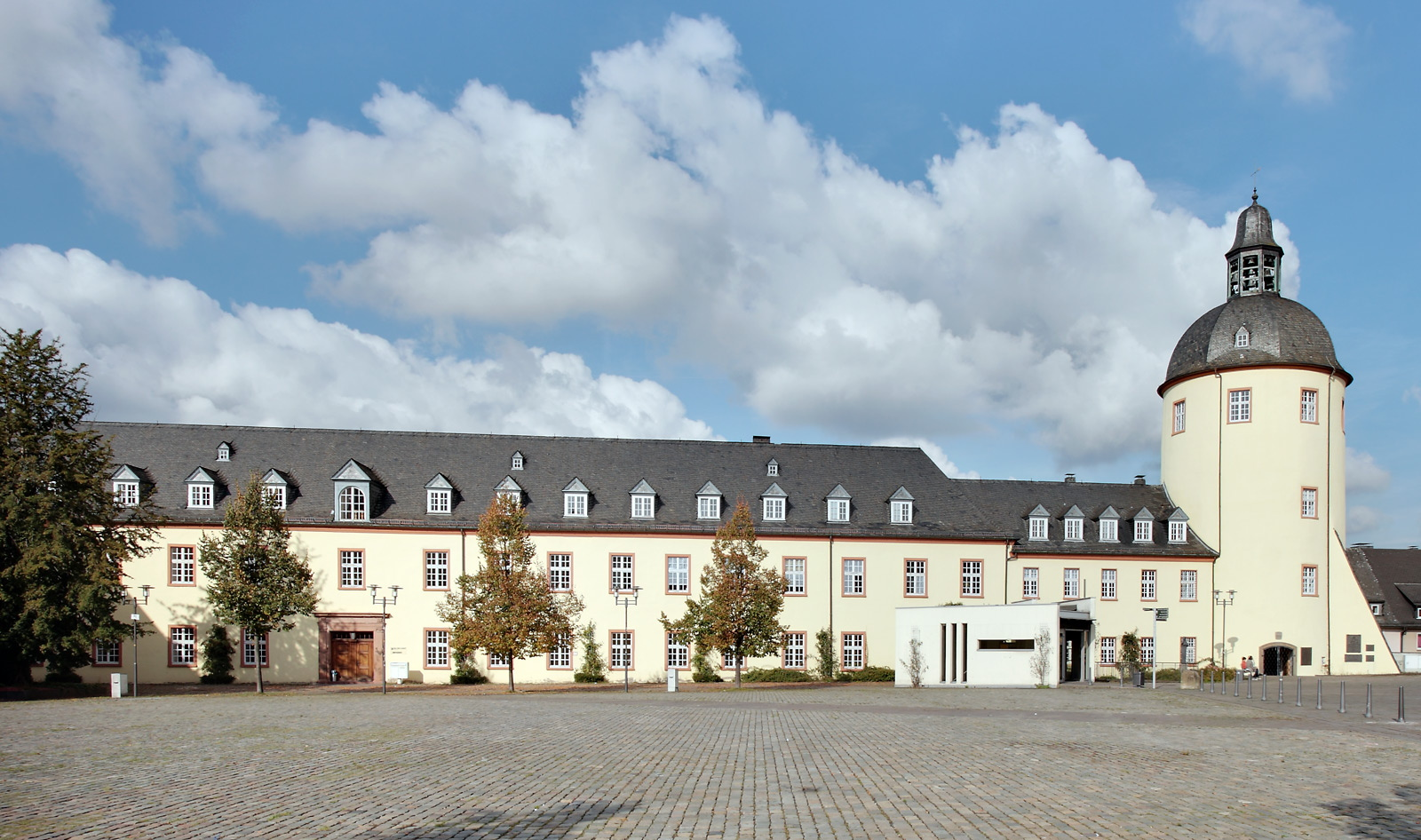
Нижний Замок, Курляндское крыло с Толстой Башней

Нижний Замок в его современном виде в форме открытого прямоугольника возник в XVII веке и служил евангелической линии дома Нассау-Зиген в качестве резиденции. В Замке находится Толстая Башня с курантами. В 1959 году во внутреннем дворе Замка городская администрация воздвигла памятник жертвам войны и тирании. В Замке также располагается склеп евангелической ветви княжеского дома Нассау.
Сегодня в Нижнем Замке располагаются земельные административные учреждения: Суд по трудовым спорам города Зиген, Управление строительства и недвижимости Северного Рейн-Вестфалии, Зигенский филиал Окружной администрации Арнсберг, Бюро защиты труда, Зигенское отделение пенитенциарного учреждения Аттендорн. Часть помещений Замка находится в пользовании Университета Зиген. На Дворцовой площади Нижнего Замка регулярно проходят различные мероприятия под открытым небом. К примеру, трансляция матчей чемпионата мира по футболу 2006 года на большом экране, установленном на площади, привлекла более 10 тыс. зрителей.

#### «КрёнхенЦентр»

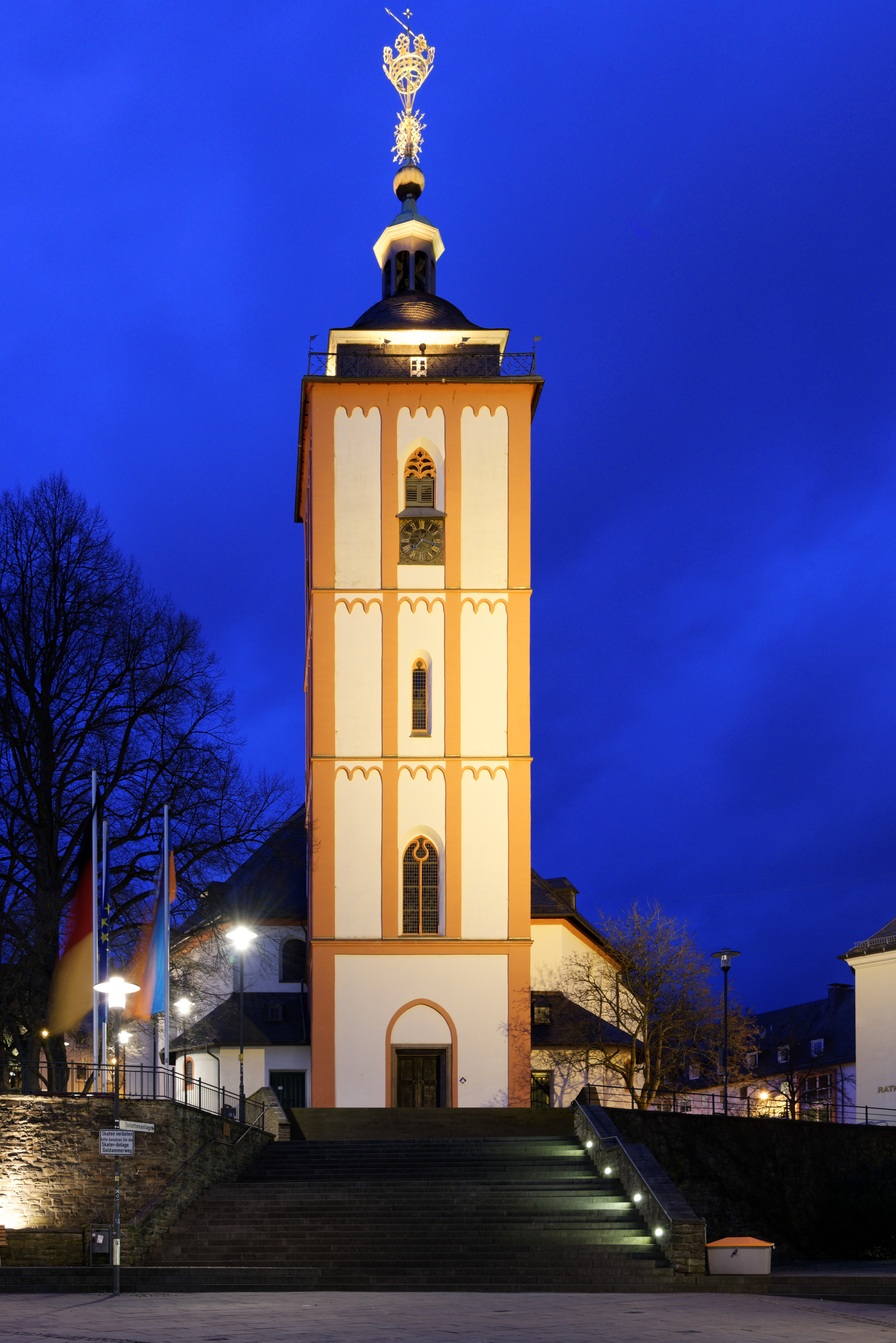
Церковь Св. Николая, башня с короной

3 февраля 2007 года в помещениях бывшего торгового центра «Титц» на Марктплатц Верхнего города Зигена открылся ещё один культурный центр, так называемый «КрёнхенЦентр». Здесь находится Зигенский образовательный центр, Городской архив и Городская библиотека, Музей братьев Буш, а также многочисленные помещения для проведения мероприятий.

#### Церкви
В центре Зигена находятся две уникальные церкви: Церковь Мартиникирхе рядом с Нижним Замком, построенная в XI веке, и Церковь Св. Николая на Марктплатц, отличающаяся необычным шестиугольным основанием — единственный пример к северу от Альп — и золотой короной, символом Зигена, на церковной башне. Благодаря этой церкви Зиген иногда называют «городом короны». Ещё одно церковное сооружение исторического значения — построенная иезуитами в 1702—1729 годах католическая Церковь Марии.

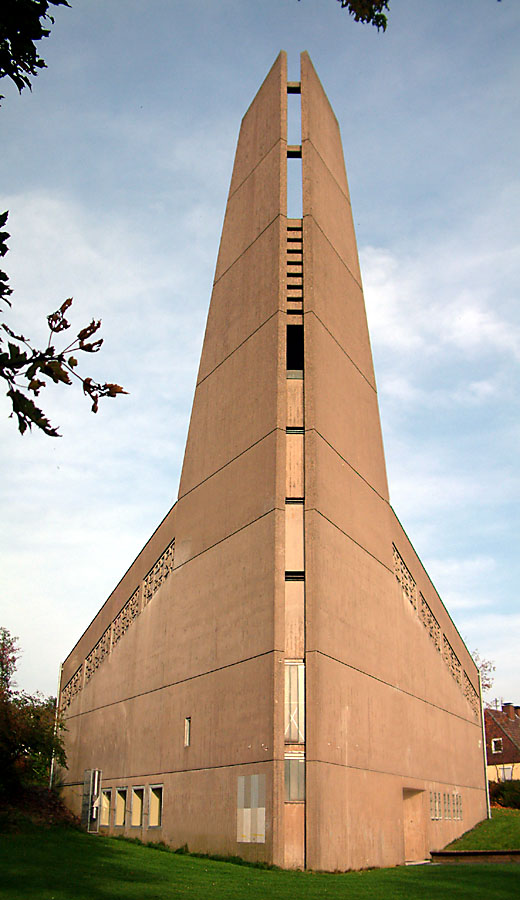
Церковь Христа, Гирсберг, Зиген

Пример церковной архитектуры 1950—1960-х годов — так называемого брутализма — являет собой Церковь Христа на горе Гирсберг в районе Даутенбах. 40-летие этой церкви праздновалось в октябре 2007 года. Здание стоит на пятиугольном основании и построено, что типично для данного архитектурного направления, из необлицованного бетона. Башня состоит из двух высоких стел, образующих острый угол. Среди населения это сооружение носит название «стартовая установка отлетающих душ».
Вокруг Верхнего города находятся ещё пять церковных общин. В Нижнем городе, рядом с Зигерландхалле, находится Церковь Св. Петра и Павла. Кроме того, во всех районах города есть церкви различных конфессий.

#### Газометр

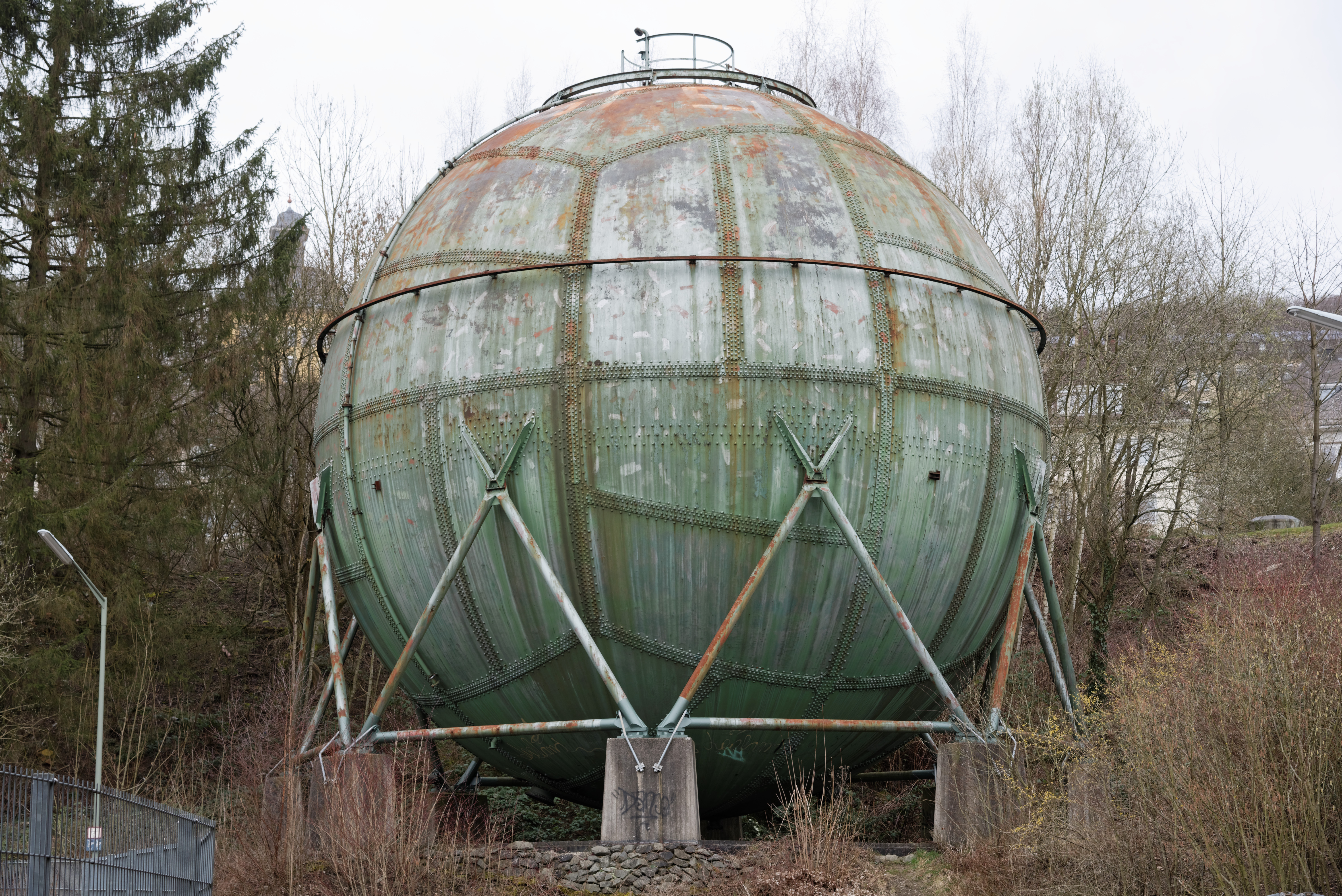
Газгольдер-памятник, Зиген

К юго-западу от центра города, у подножия горы Цигенберг, находится сферический газгольдер, которому присвоен статус памятника. Это один из старейших сохранившихся резервуаров в форме шара для хранения газа. Ещё одной его особенностью является клёпаный корпус. В мире сохранилось ещё лишь три резервуара, построенных подобным образом: в Шверте, Оффенбурге и Билефельде. При перестройке городского автобана Хюттентельштрассе и жилого района Цигенберг резервуар переместили на несколько метров.

### Кладбища

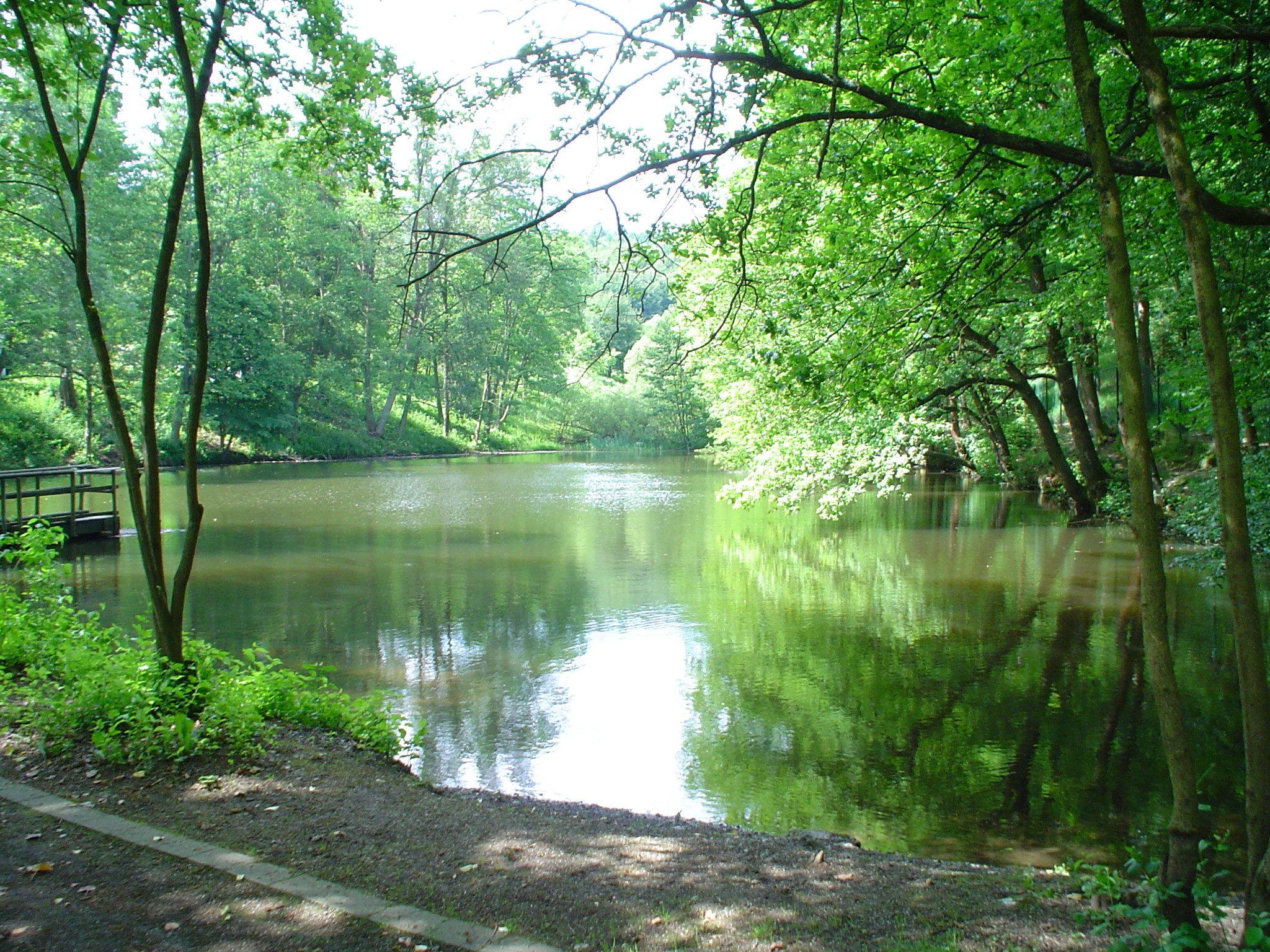
Озеро на территории Хермельсбахского кладбища

На территории Зигена располагается 36 муниципальных кладбищ. На 10-и из них больше не ведутся захоронения. В общей сложности площадь кладбищ Зигена составляет 730 тыс. м², на которых находятся 65 тыс. могил. Характерной чертой региональных кладбищ является их расположение на склонах холмов и оформление в виде парков, так что на территории кладбищ даже могут селиться дикие животные. Крупнейшим кладбищем Зигена является Линденбергфридхоф, основанное в 1857 году. В непосредственной близости от кладбища находится крематорий. Второе по возрасту кладбище — Хермельсбахское. Здесь, как и на Хаардтском кладбище, захоронены останки жертв войны. На окраине Гайсвайдского кладбища находится мемориал памяти жертв Первой и Второй мировой войны.

### Спорт

Логотип футбольной команды Шпортфройнде Зиген

Городской спортивный союз Зигена объединяет 160 спортивных клубов, в которых состоит в общей сложности 37 тыс. человек. Мужская футбольная команда Шпортфройнде Зиген приобрела межрегиональное значение, когда в 2005 году вышла из Региональной лиги «Юг» во Вторую Бундеслигу. Однако уже в следующем году команда вновь вернулась в Региональную лигу из-за финансовых проблем. Женская футбольная команда ТСВ Зиген в 1990-е годы 6 раз завоёвывала титул чемпиона Германии. Крупнейшим гимнастическим обществом Германии является «ТВ Йан Зиген», созданный в 1879 году. В настоящее время союз состоит из 13 отделений и обладает всеми признаками современного спортивного клуба. Ещё один клуб, который был известен главным образом в начале 1970-х годов благодаря лидерству в Региональной лиге, является футбольный клуб ВФЛ Клафельд-Гайсвайд.

### Мероприятия

#### Регулярные мероприятия
- Зигерландская выставка (SILA) — проходит каждые два года весной.
- Блошиный рынок — по первым субботам месяца с марта по ноябрь (с 1970 года) в районе Зиген-Гайсвайд.
- «Mittwochs in» — каждую среду с июня по август различные группы выступают на площади перед Нижним Замком.
- Йоханнимаркт — ежегодная ярмарка, проходит каждый июнь уже на протяжении 400 лет.
- Зигенский летний фестиваль актёрского мастерства, театрального искусства, кабаре, музыки и кино, проходит в июне-июле (с 1990 года).
- «Чистая долина Зига» — на один воскресный день в июле городской автобан Хюттентальштрассе перекрывается для автомобилей, оставаясь открытым для велосипедистов, роллеров и пешеходов.
- Рубенсфест — фестиваль музыки, танца, акробатики и театрального искусства. Посвящён Питеру Паулю Рубенсу, проходит раз в два года (по нечётным годам), в июле.
- «Кино под открытым небом» — в августе на площади Нижнего Замка на большом экране показывают различные фильмы.
- Зигерландский корпоративный забег — проходит летом, насчитывает до 6 тыс. участников и является, таким образом, крупнейшим мероприятием подобного рода в Северном Рейне-Вестфалии.
- Кристофер Стрит Дэй — германский вариант гей-парада, проходит в Зигене каждый август с 2000 года.
- Уличный фестиваль на Корнмаркт — проходит каждое лето.
- Бюргерфест Гайсвайд — уличный праздник, проходит в Гайсвайде каждое второе воскресенье октября.
- Гайсвайдская рождественская ярмарка, открывается в ноябре с 1985 года.
- Зигенская рождественская ярмарка, открывается в декабре с 1980 года.

#### Единичные мероприятия

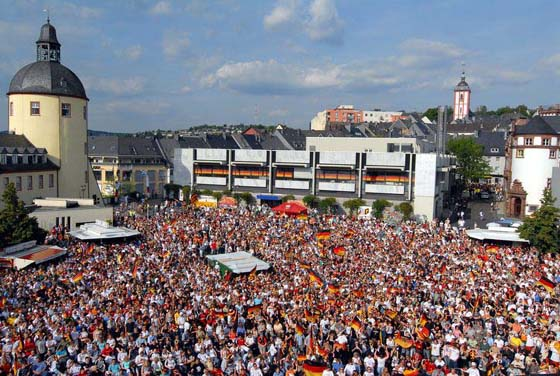
Площадь Нижнего Замка, открытие чемпионата мира по футболу 2006 года.

- 14 марта 1968 года вышел первой выпуск музыкальной передачи «Starparade». Прямая трансляция велась из Зигерландхалле. Программа «Starparade» просуществовала на ZDF до 5 июня 1980 года и выходила 6 раз в год в виде прямой трансляции из различных городов Германии. Трансляция из Зигена стала также первым телевизионным выступлением Джеймса Ласта.
- 28 августа 1968 года состоялась трансляция «Игры без границ» со стадиона Ляймбахштадион.
- с 5 по 27 сентября 1970 года в Зигене проходила 19-я шахматная олимпиада. Среди участников были будущий чемпион мира Бобби Фишер и действующий на тот момент чемпион мира Борис Спасский[15].
- С 17 по 19 сентября 2010 года в Зигене состоялось празднование Дня Северного Рейн-Вестфалии (с 2007 года празднование годовщины создания федеральной земли проводится в разных городах). На 12 тематических милях выступили сотни союзов, групп и организаций из Зигерланда, а также земельное правительство. В праздничном шествии приняли участие наряду с представителями Зигена 70 организаций из всех регионов Северного Рейн-Вестфалии. По всему городу было установлено 16 сцен, на которых, среди прочего, выступили Штефани Хайнцманн, Макс Мутцке и группа Revolverheld.

### Легенды Зигена
По легендам, в Зигерланде обитает сказочное существо дильдапп. Живёт оно преимущественно в зигерландских лесах. В начале 1980-х годов этому существу впервые был посвящён календарь, созданный писателем и карикатуристом Матиасом Кринге на зигерландском диалекте. В результате слово «дильдапп» приобрело новое значение: во многих районах Зигерланда стали использовать данное слово для обозначения неуклюжих, но симпатичных людей. Кроме того, так стали называть жителей соседнего Дилленбурга. Многие жители Дилленбурга работали в Зигерланде в 1960—1980-х годов, до того, как сталелитейная промышленность региона стала приходить в упадок.

### Премия Рубенса
В 1955 году город Зиген основал премию Рубенса, которая присуждается раз в пять лет художникам, посвятивших себя европейскому художественному творчеству. Премия посвящена художнику и дипломату Питеру Паулю Рубенсу, выразившему в своих трудах идею европейского единства задолго до того, как она получила своё политическое воплощение. Рубенс, родившийся в Зигене, выросший в Кёльне и Антверпене, получивший художественное образование в Италии, оценённый по достоинству во Франции, работавший дипломатом в Испании и Англии, зарекомендовал себя в качестве главного мастера европейской барочной живописи того художественного и европейского масштаба, который ныне определяет критерии вручения премии.
Лауреаты премии Рубенса:
- 1957 — Ханс Хартунг
- 1962 — Джорджо Моранди
- 1967 — Фрэнсис Бэкон
- 1972 — Антони Тапиес
- 1977 — Фритц Винтер[нем.]
- 1982 — Эмиль Шумахер
- 1987 — Сай Твомбли
- 1992 — Рупрехт Гейгер
- 1997 — Люсьен Фрейд
- 2002 — Мария Лассниг
- 2007 — Зигмар Польке
- 2012 — Бриджет Райли

## Экономика и инфраструктура

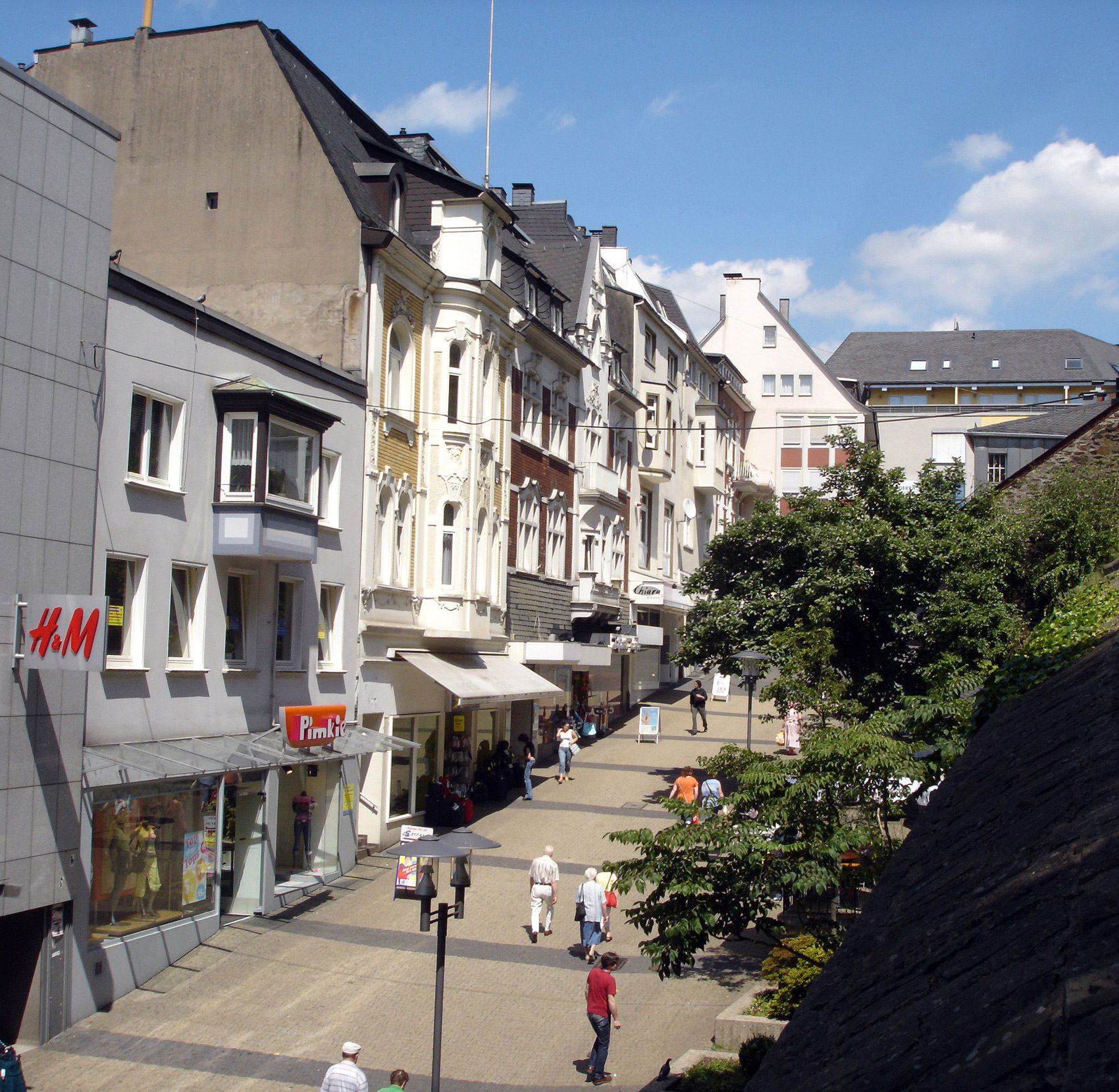
Пешеходная зона Кёльнер Штрассе, Зиген

Зиген в качестве центрального места является административным и сервисным центром Южной Вестфалии. Большую долю в региональной промышленности занимает металлообработка. Доля безработных в ноябре 2010 года составила 6,5 %.
Центр города делится на две части: Нижний город в долине Зига между автобаном B54, набережной Зига и Центральным вокзалом, и Верхний город на горе Зигберг. В этих двух районах концентрируются торговые центры Зигена. Верхний город представляет собой исторический центр с тысячелетней историей и отчасти исторической архитектурой. Начинаясь у Кёльнер Тор, через Альте Постштрассе, где преобладают предприятия общественного питания, через Марктплатц до Марбургер Штрассе и Марбургер Тор проходит пешеходная зона, которая изобилует подъёмами и спусками и считается самой холмистой в Германии. Кёльнер Штрассе была переоборудована в пешеходную зону только с 16 ноября 1970 года. В Нижнем городе русло реки Зиг застроено на протяжении нескольких сотен метров офисными зданиями и парковками. Уже больше десяти лет большинство жителей выступают за снос этих сооружений, однако городская администрация не реагирует, и бетонные перекрытия над рекой остаются нетронутыми. Банхофштрассе Нижнего города, с 1972 года переоборудованная в пешеходную хону, является центром концентрации торговли, объединяя различные магазины и торговые центры Сити-Галери и Зиг-Карэ, находящиеся у железнодорожного и автобусного вокзала.
Согласно программе развития регионов Северного Рейн-Вестфалии «Регионале 2013», центр Зигена должен подвергнуться капительной перестройке, чтобы выглядеть более привлекательно. Среди прочего, планируется, наконец, снести застройку над рекой Зиг и открыть её русло.

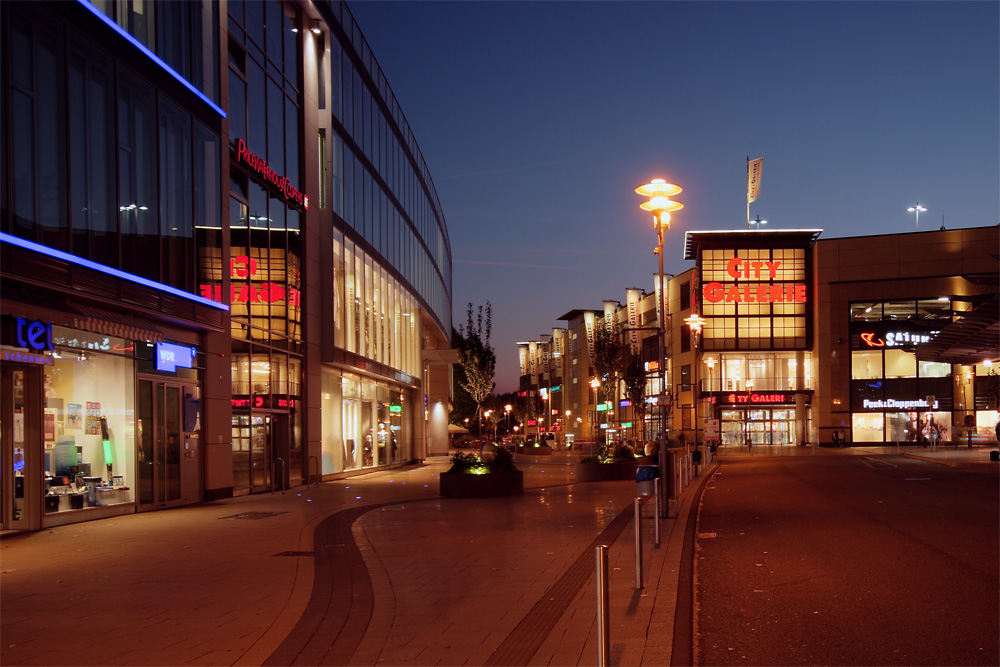
Торговые центры Зиг Карэ и Сити Галери, Зиген

Революционные изменения в развитии городского облика и городского землепользования с далеко идущими последствиями для качества городской жизни привели к закрытию крупного торгового центра в Верхнем городе в 1998 году и к строительству двух крупных торговых центров — Сити Галери (1998) и Зиг Карэ (2006) в Нижнем Городе. «Новый Центр» на периферии городского ядра, как и следовало ожидать, отнял часть функций у старого центра. В результате многие магазины и кафе, находившиеся в Старом Городе, вынуждены были закрыться, а еженедельный рынок опустел. Постепенно количество пустующих зданий в этой части города всё же снижается, не в последнюю очередь благодаря переезду сюда различных маргинальных предприятий сферы услуг и потребления (швейные мастерские, ломбарды, игровые салоны, тату-студии, лавки старьёвщиков), однако качество услуг и магазинов остаётся весьма низким. Данная уникальная в истории Зигена топографическая перестройка города, обусловленная исключительно нуждами потребления, состоялась без учёта общественного мнения, как это было прежде. После принятия этого неудачного решения все попытки жителей Верхнего города и торговцев противостоять развитию оставались безрезультатны. Новые планы развития города призваны исправить негативные последствия данных перемен.

### Транспорт

#### Железная дорога

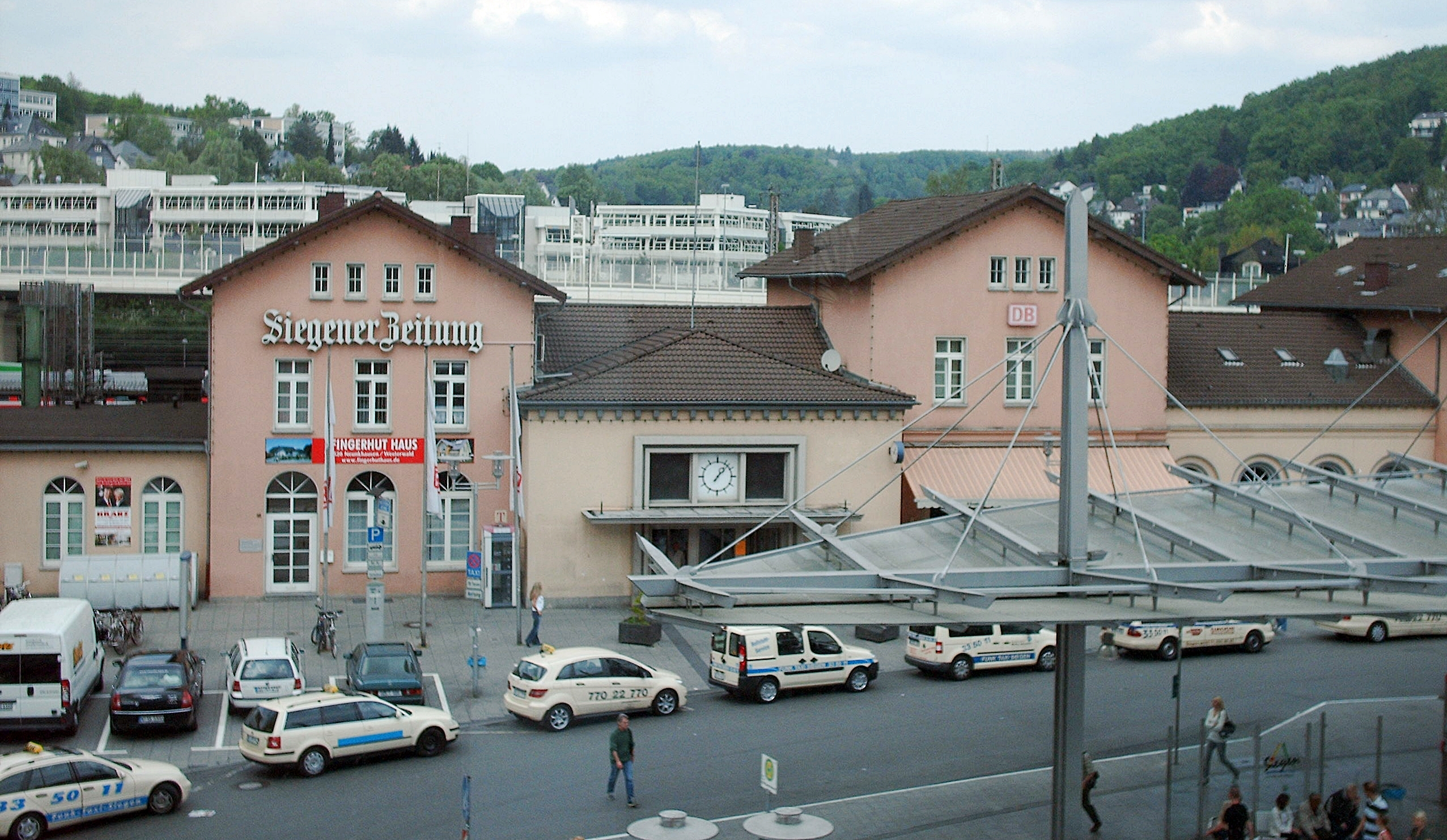
Железнодорожный вокзал Зигена

Зиген лежит на пересечении следующих железнодорожных линий:
- двухколейная электрифицированная линия Рур-Зиг. По этой линии, как правило, с часовым интервалом проходят поезда Рур-Зиг-Экспресс (RE16), Рур-Зиг-Бан (РБ91) и Ротхаарбан (RB93).
- двухколейная электрифицированная линия Дилль-Штреке, по которой с часовым интервалом курсируют Майн-Зиг-Экспресс (RE99) и Зиг-Дилль-Бан (RB95) (до Дилленбурга).
- двухколейная электрифицированная линия Зигштреке, по которой с часовым интервалом курсируют Рейн-Зиг-Экспресс (RE9) и Зиг-Дилль-Бан (RB95) (до Ау (Зиг)).

C 2009 года Зиген включился в сеть путей международного сообщения EuroCity. Теперь отсюда отправляются поезда до Клагенфурта и Загреба.
В целом на территории Зигена находятся 5 пассажирских железнодорожных станций: Зиген, Зиген-Вайденау, Зиген-Гайсвайд, Айзерфельд (Зиг) и Нидершельден Норд.

#### Автобусный транспорт
18 марта 1895 года Нетфенское Омнибусное Общество запустило первую в мире автобусную линию.
Автобусная сеть Зигена состоит из 8-и типов маршрутов:
| Вид маршрута         | Курсирует                           | Особенность                                                                                      |
| -------------------- | ----------------------------------- | ------------------------------------------------------------------------------------------------ |
| Городской маршрут    | По городу                           | Курсирует только по городу                                                                       |
| Локальный маршрут    | Между городом и пригородами         | —                                                                                                |
| Региональный маршрут | Между городом и соседними коммунами | Связывает как минимум два города / общины                                                        |
| Экспресс-маршрут     | Между Зигеном и соседними городами  | Останавливается не на всех остановках                                                            |
| Мини-автобус         | По городу/пригороду                 | Курсирует по непопулярным маршрутам                                                              |
| Автобус-Такси        | везде                               | Отправляется только по предварительной заявке, в периоды низкого спроса                          |
| Ночной маршрут       | Между Зигеном и соседними городами  | Курсирует только в ночь с пятницы на субботу и с субботы на воскресенье                          |
| Маршрут «Магольвес»  | Зиген — Ляймбахштадион              | Курсирует в дни домашних матчей Шпортфройнде Зиген от Центрального Автовокзала Зиген до стадиона |

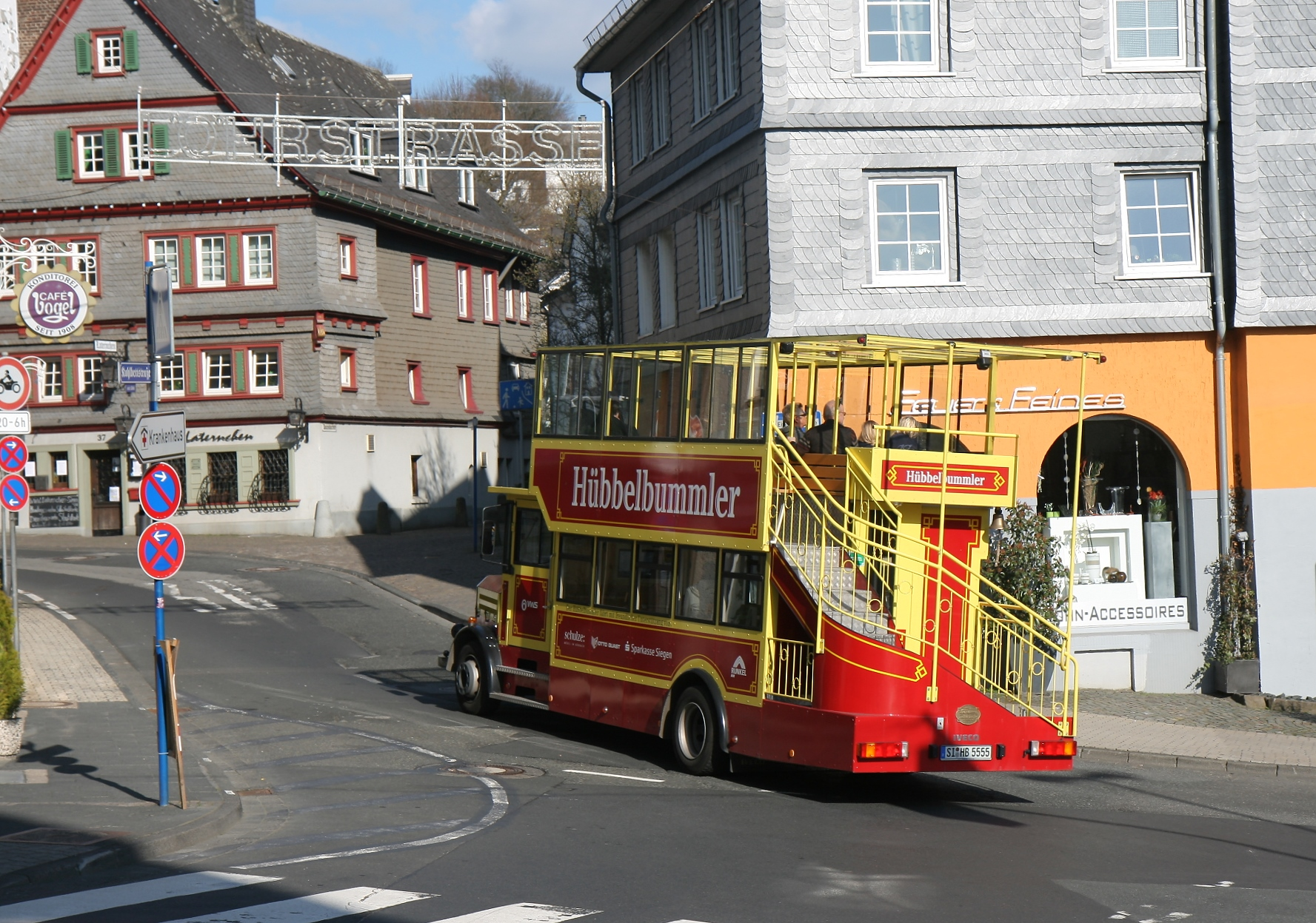
Хюббельбуммлер

С октября 2006 года в дополнение к регулярным городским и локальным маршрутам был запущен так называемый Хюббельбуммлер — маршрут от Центрального Автовокзала до Верхнего города. Единственный автобус на этом маршруте — жёлто-красный двухэтажный автобус в ностальгическом стиле. Билет на Хюббельбуммлер позволяет прервать маршрут и продолжить его позднее. Обычные билеты Транспортного Союза Южной Вестфалии в этом автобусе недействительны.
Для всего общественного транспорта действует единый тариф Транспортного Союза Южной Вестфалии и тариф Северного Рейн-Вестфалии при перемещениях между регионами. Руководство маршрутами осуществляет Транспортный Союз Южной Вестфалии и Вестфаленбус ГмбХ, зигенское представительство Дойче Бан Регио Нордрайн-Вестфален ГмбХ.

#### Автомобильный транспорт

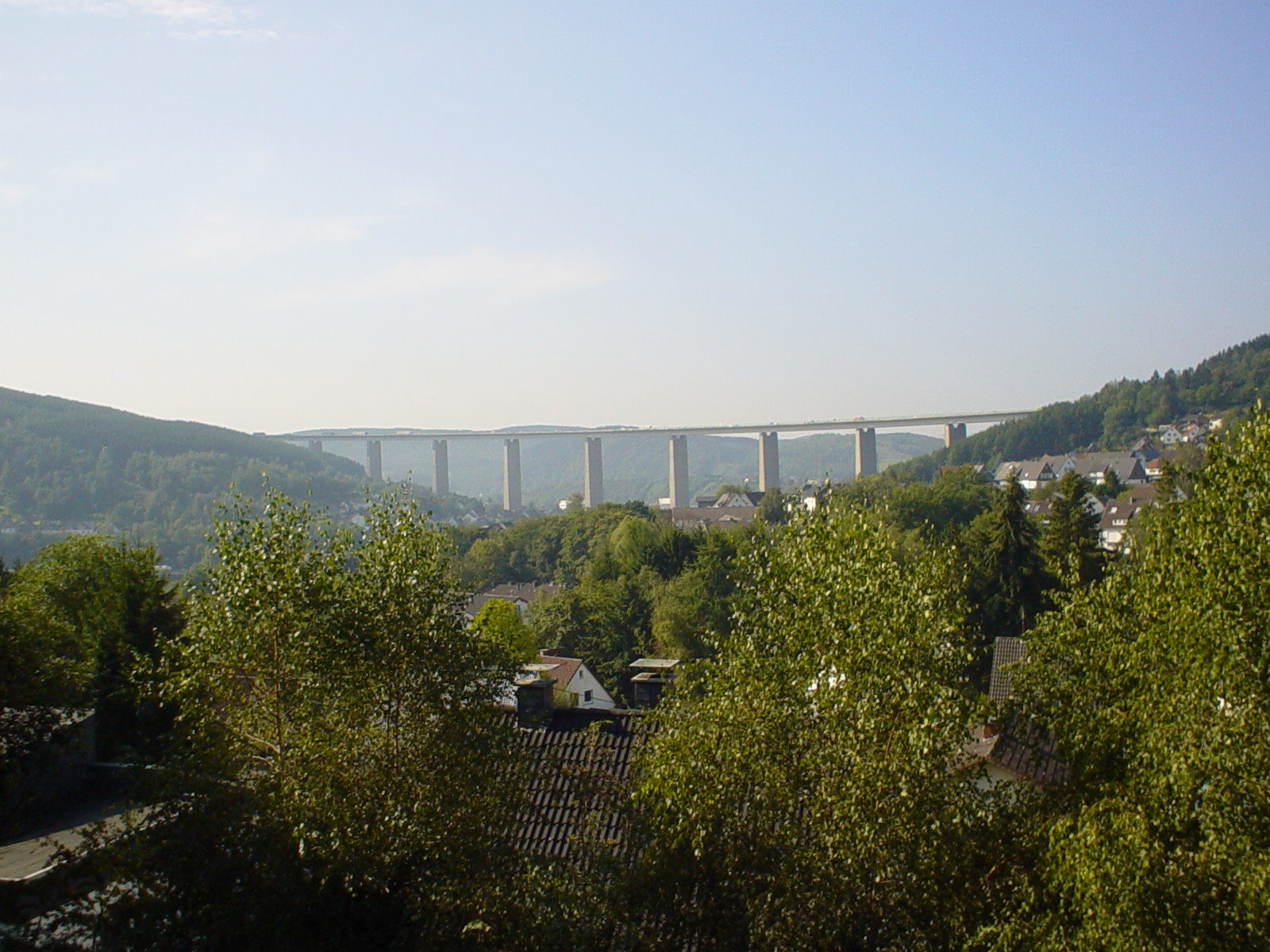
Мост Зигтальбрюкке

Зиген имеет выезды на автобаны А45 (Е40/Е41) Дортмунд — Ашаффенбург и А4 (Е40) Ахен — Гёрлиц, а также на федеральные трассы В54 (от Гронау до Висбадена) и В62 (от Рота (Хам-Зиг) до Целла-Мелис. Автобан А45 проходит по одному из самых высоких мостов Германии — Зигтальбрюкке. Его высота составляет 96 метров, длина — 1050 метров.
Через город проходит федеральная трасса Хюттентальштрассе (B54 / B62), служащая городским автобаном и частично проходящая над городом по эстакадам.
В период 2001—2006 годов автобан А4 между выездом AS28 на Венден и Кройцталем был перестроен. В районе Кройцталя Кромбах автобан переходит в федеральную трассу B54 Хюттельтальштрассе. Последняя очередь строительства была сдана в эксплуатацию 1 декабря 2006 года. На участке длиной 12 км были построены 8 мостов и 10 путепроводов и туннелей.

#### Велосипедный транспорт
Через Зиген проходит Европейский Туристический Маршрут Е1, ведущий из центральной Швеции в итальянскую Умбрию. Кроме того, Зиген примыкает к Сети велосипедного транспорта Северного Рейн-Вестфалии. В остальном же, в городе почти не встречаются велосипедные дорожки. Местами велосипедистам разрешено пользоваться полосами, выделенными для автобусов. Транспортное планирование как внутри города, так и за его пределами концентрируется главным образом на развитии автомобильного транспорта. По этой причине, а также из-за по большей части горного городского ландшафта с большим количеством подъёмов и спусков, роль велосипедного транспорта в Зигене незначительна.

#### Авиатранспорт
На юге округа, в общине Бурбах находится Зигерландский аэропорт.

### Средства массовой информации

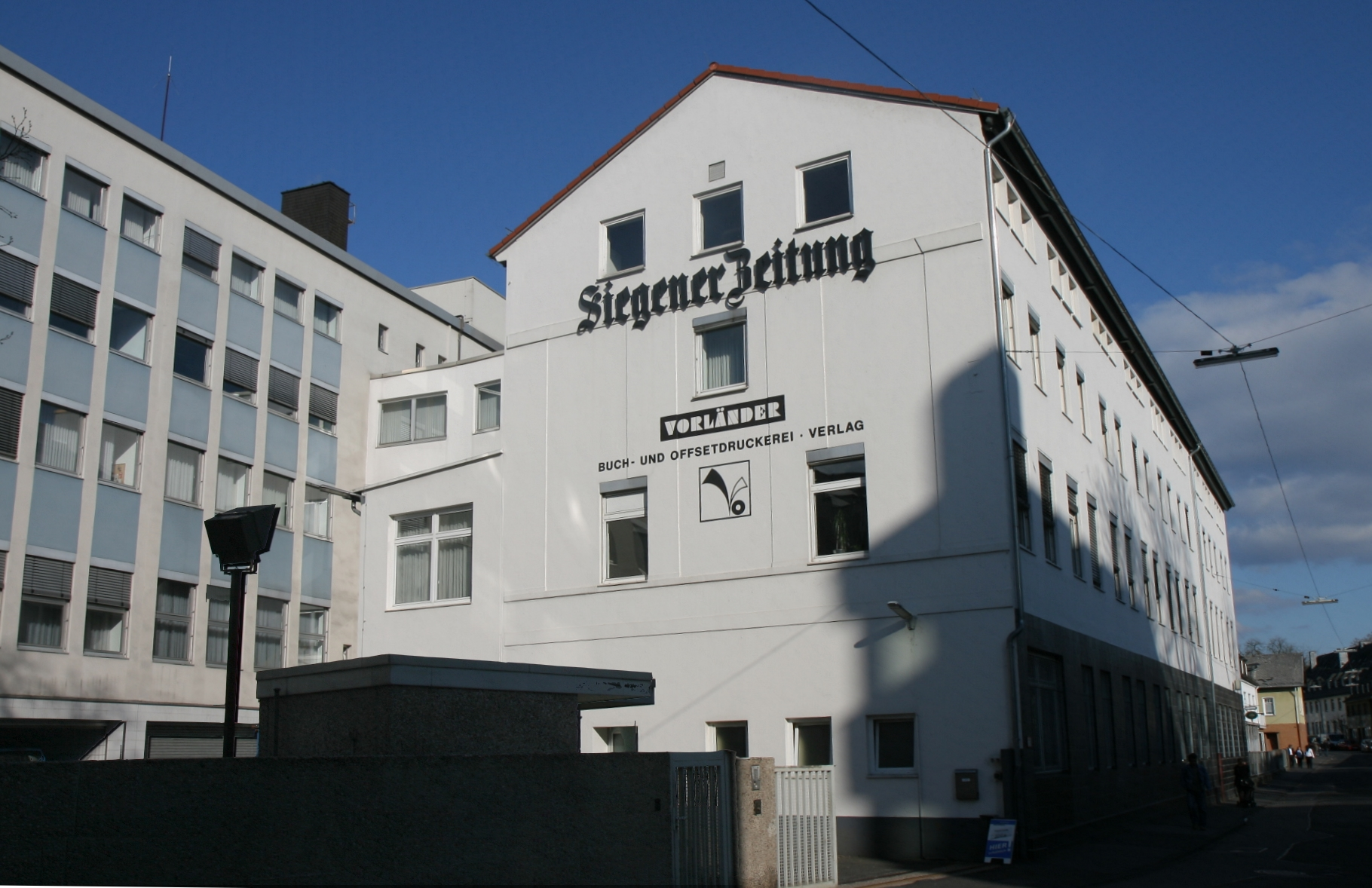
Здание редакции Зигенер Цайтунг

Сравнительно богатый медийный ландшафт Зигена представлен тремя ежедневными газетами, студией Западногерманского радио, а также местной радиостанцией «Радио Зиген». Западногерманское радио содержит здесь студию, оборудованную по последнему слову техники. Студия ведёт телевизионные, видеотекстовые, интернет- и радиотрансляции из южно-вестфальских округов. К таким трансляциям относится программа «Местное время Южной Вестфалии» и приложение к новостной программе «Текущий час» «Телевизионное окно в Южную Вестфалию», выходящее по будним дням. Кроме того, Западногерманское радио управляет передающей станцией для УКВ-радио и телевидения на горе Гирсберг.

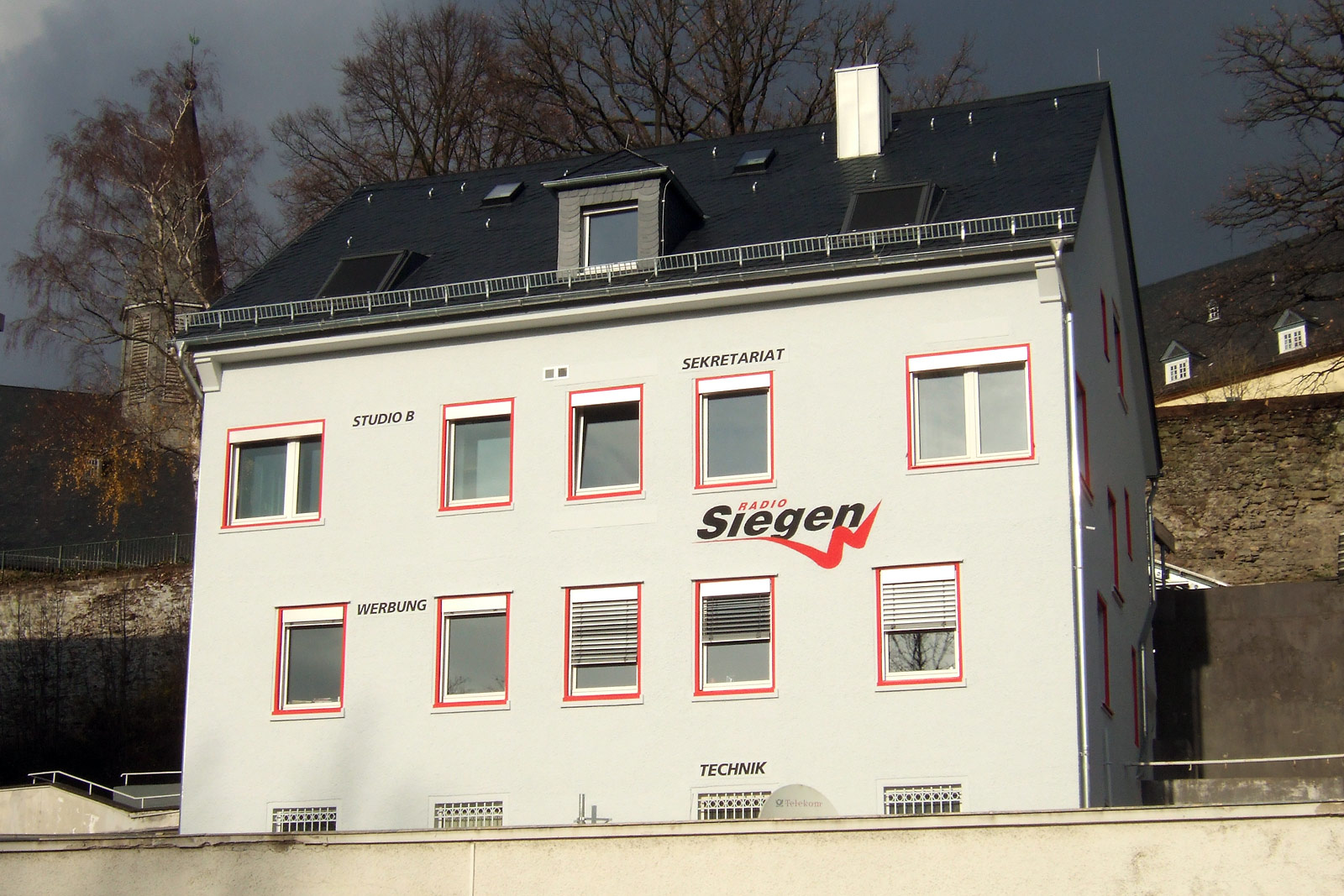
Студия Радио Зиген

В Зигене выходят следующие ежедневные газеты: Зигенер Цайтунг, Вестфэлише Рундшау и Вестфаленпост. У каждой газеты есть локальные и региональные издания. До 2000 года Зигенер Цайтунг, имеющая самый большой тираж в округе Зиген-Виттгенштайн, была одной из немногих газет в Германии, выходящих во второй половине дня. Редакции межрегиональных газет Вестфэлише Рундшау и Вестфаленпост располагаются в Дортмунде и Хагене соответственно. Обе газеты принадлежат медийной группе WAZ из Эссена. С конца 2009 года они выходят с общей редакционной колонкой для Зигерланда.
С июня 1990 года в округе Зиген-Виттгенштайн вещает локальная радиостанция «Радио Зиген», в сотрудничестве с «Радио Северного Рейн-Вестфалии». Это — одна из 45 действующих в федеральной земле локальных радиостанций. С организационной точки зрения, в соответствии с Земельным законом о СМИ и Земельным законом о радиовещании, «Радио Зиген» состоит из двух столпов: общественно-правовая редакционная программа и производственное объединение, ответственное за экономическое и техническое руководство радиостанцией.

### Административные учреждения

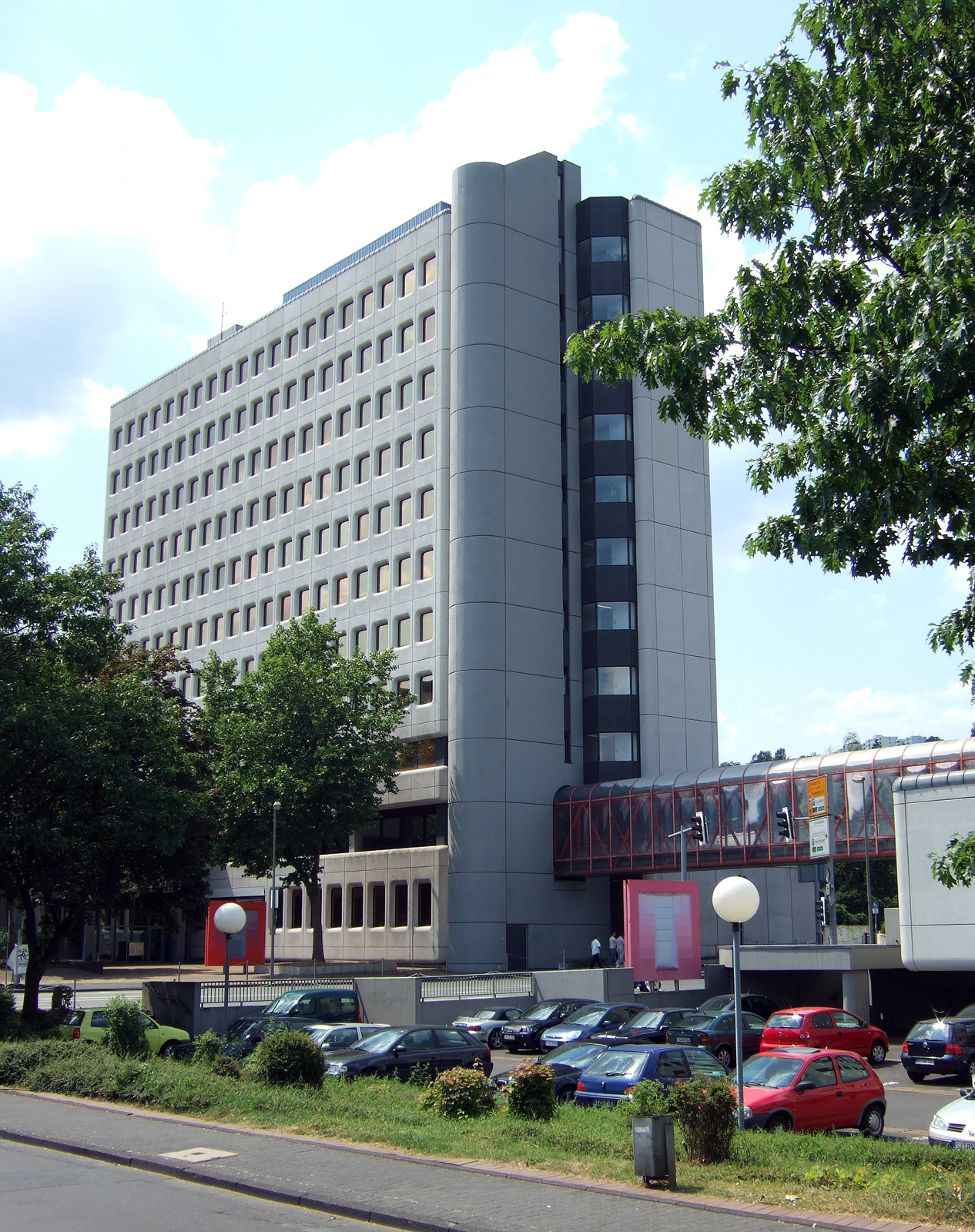
Дом Юстиции, Зиген

В Зигене располагается районный военкомат, районная администрация Зиген-Виттгенштайн и Торгово-промышленная палата районов Зиген-Виттгенштайн и Ольпе.
Также в Зигене находится районный суд первой и второй инстанции, а также рабочий суд Зигена, что делает город важным региональным судебным центром.

### Образование

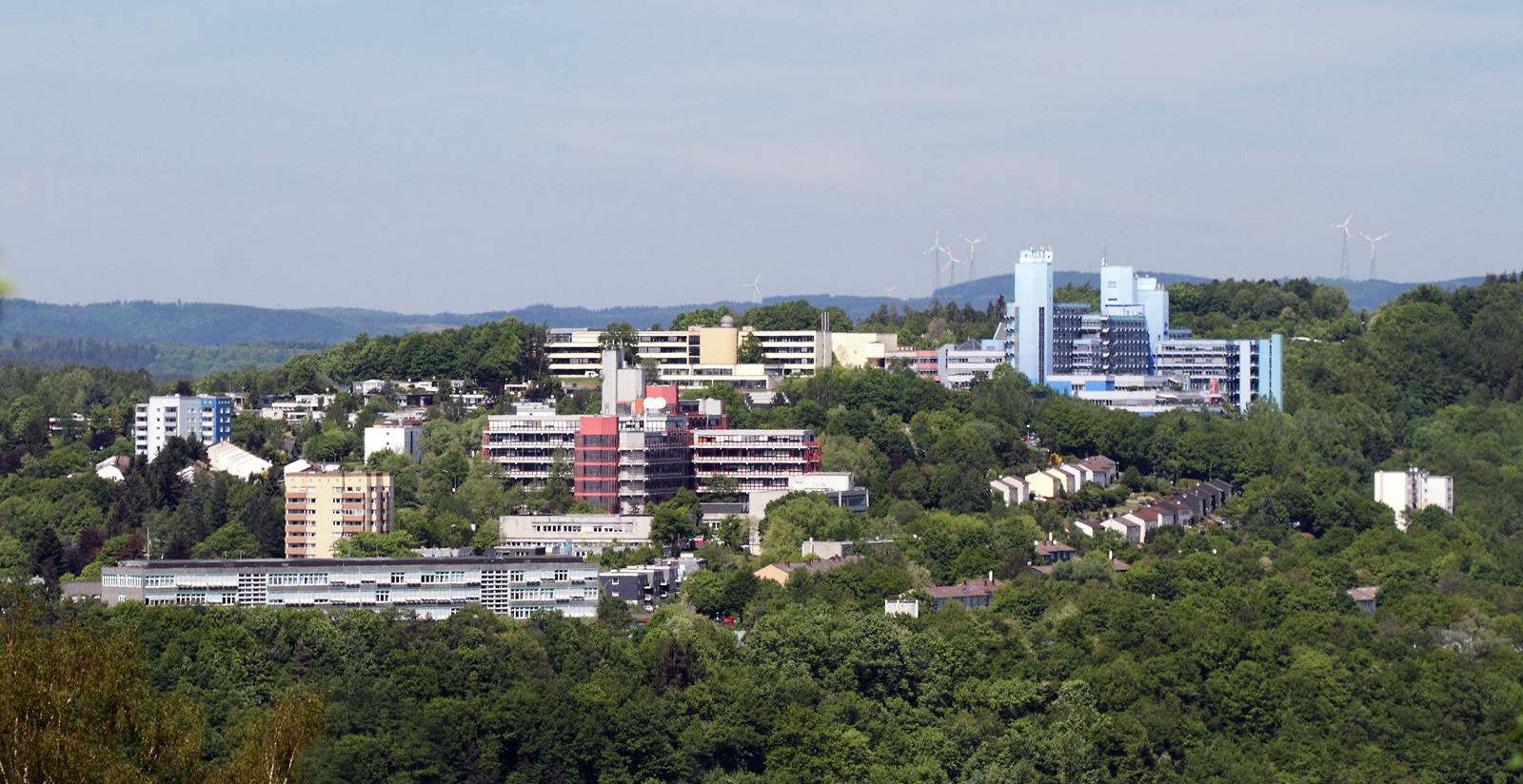
Здания Зигенского Университета

В период 1594—1600 годов и 1606—1609 годов в Зигене находилась нассауская Высокая Школа — Йоханнеа. Школу дважды переводили из Херборна в Зиген и размещали в зданиях вокруг Нижнего Замка. Старейшей школой Зигена является Гимназия Ам Лёртор, основанная в 1536 году Эразмом Сарцериусом в качестве педагогиума. На её базе была создана Юношеская Гимназия на Ораниенштрассе. Самой крупной школой города на данный момент является Единая школа им. Берты фон Зутнер, насчитывающая более 1000 учеников. Кроме того, в Зигене располагается Зигенский университет, основанный 1 августа 1972 года как Зигенский объединённый институт. Вместе с тем, в Зигене находится центр дополнительного образования Высшей школы экономики и менеджмента и Академия управления и экономики. Также в Зигене располагаются различные общеобразовательные и профессиональные школы (колледжи), Зигерландский Колледж и Колледж повышения квалификации для получения общего среднего и профессионального образования.

## В астрономии
В честь города назван астероид (386) Зигена, открытый в 1894 году.